# Galaicos
Os galaicos (termo atual derivado do latim gallaeci ou callaeci e do em grego: Καλλαϊκοί; romaniz.: (kallaikoi) foram um conjunto de povos do noroeste da Península Ibérica — antiga Galécia, — correspondente ao que é hoje o espaço geográfico que abrange o Norte de Portugal, a Galiza, as Astúrias e parte de Castela e Leão, que pela sua originalidade cultural deram origem ao que chamamos de cultura castreja. Entre os anos 138 e 136 antes de Cristo, o cônsul romano Décimo Júnio Bruto Galaico liderou a primeira expedição que iniciou a assimilação progressiva dos galaicos à cultura latina, mas sem apagar por completo a cultura de origem, visível no habitat com a reocupação dos castros, no modo de vida e na religião, que segundo São Martinho de Dume encontramos ainda presente no fim do Reino Suevo.
Por isso o termo gallaecus/gallaeco designou também, desde o final do Império Romano do Ocidente até ao início da Idade Média, os habitantes da Galécia.

## Etimologia
Os romanos batizaram todos os povos da região a norte do Douro, onde existia a cultura castreja, com o nome de “galaicos” por ter sido a primeira tribo que enfrentaram, na zona de Portus Cale, e pela sua braveza e espírito guerreiro, viu estendida a sua designação às outras tribos do Noroeste Peninsular. O historiador romano Plínio cita os "callaeci" como um dos povos do convento bracarense.
Mas a origem primitiva do nome da tribo Callaeci (galaicos) poderá vir da deusa Calaicia ou Cailleach, a deusa-mãe, por estes serem adoradores desta divindade.
As palavras "Callaici" e "Calle" estão na origem dos nomes Vila Nova de Gaia, Galiza, e da raiz "Gal" de Portugal, entre outros topónimos da região.

## Limites geográficos

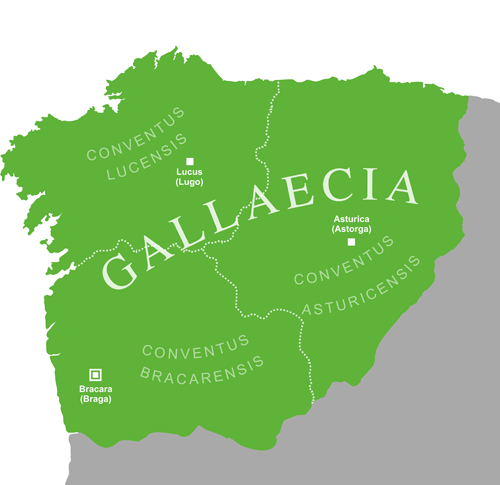
Galécia romana

No tempo dos romanos a província da Galécia tinha como limites, ao sul o rio Douro, a oeste e norte o Atlântico, enfim a este o cursos dos rios Esla e Cea e os Picos da Europa. Embora a cultura castreja tivesse uma área de difusão muito mais extensa, até ao centro de Portugal, como na região de Viseu, Seia. Na ótica dos conquistadores romanos a região era um "finis terrae" ou seja uma região bárbara por ser isolada o que explicaria por si a sua originalidade.
| “ | "Todavia, o carácter incivilizado e selvagem não resulta apenas da tendência para a guerra, mas deve-se também ao isolamento […] | ” |
|   | — Estrabão, Geografia, Livro III, cap. 3, 8.                                                                                     |   |

Na verdade, era ao contrário uma região de intercâmbio entre a fachada atlântica e o mediterrâneo. A sua riqueza em recursos minerais, romperam o seu isolamento desde pelo menos o tempo da Idade do Bronze.

## História

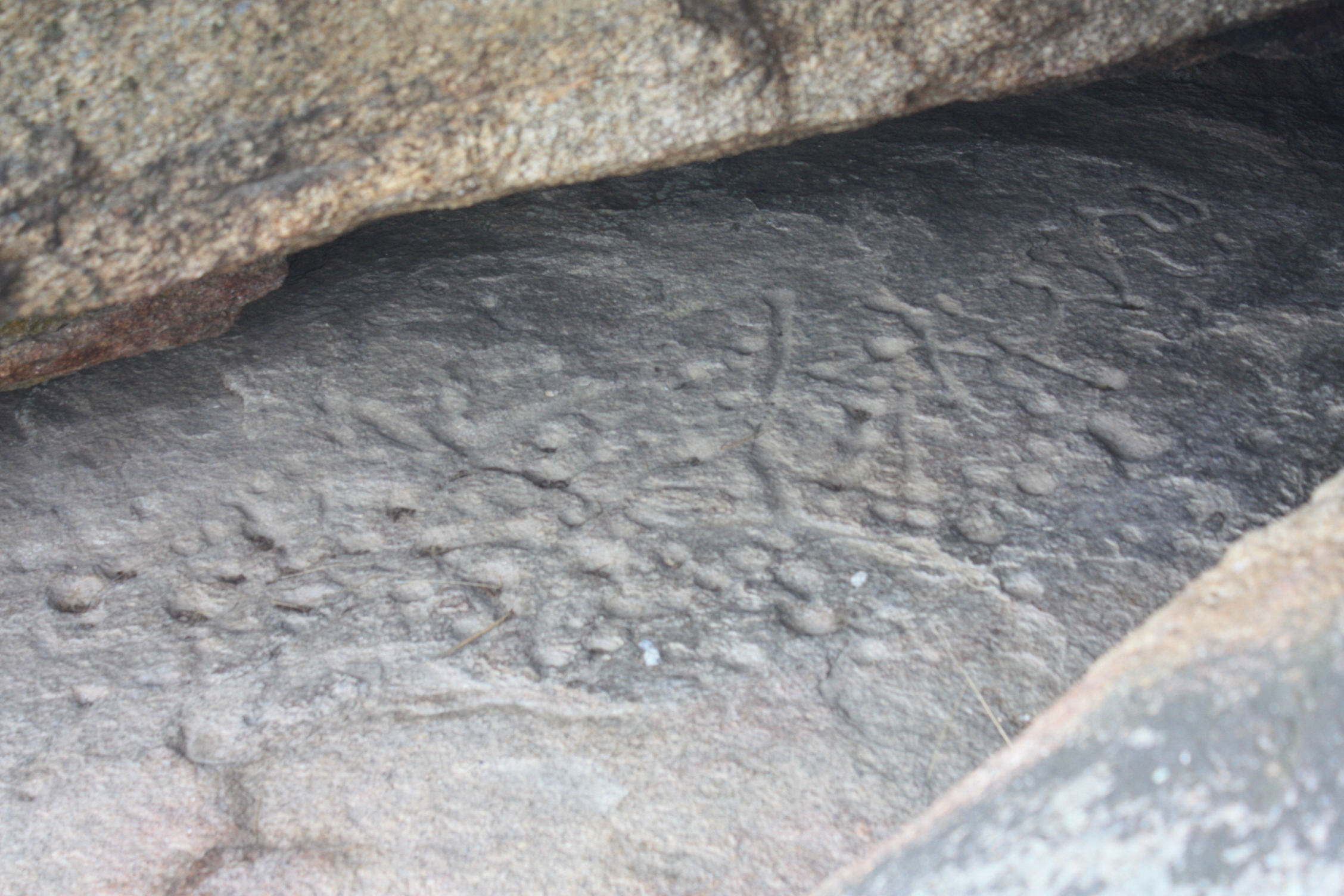
Gravura rupestre da Solhapa

Os galaicos são simplesmente os descendentes dos habitantes indígenas do Neolítico, porque há entre outros, uma continuidade nos ritos funerários e na arte presente na região. As gravuras rupestres do grupo dos petróglifos galaico-portugueses, do Neolítico até talvez ao inicio da Idade do Ferro (a única datação possível é de algumas armas representadas que foram produzidas entre o III e II milénio a.C.), são relacionadas com a arte parietal megalítica. Como, por exemplo, as pinturas ou gravuras de motivos geométricos dos abrigos sob rocha, realizados entre o Neolítico final e final do calcolítico, que apresentam uma clara analogia com a arte megalítica e até com a Idade do Bronze como as do abrigo rupestre da Solhapa em Miranda do Douro. Por Juan Maluquer a primeira parte da cultura castreja (Castreja I) tem mesmo inicio durante a fase megalítica com a construção dos primeiros povoados de cabanas. Segundo ele, por razões climáticas durante a fase sub-boreal no auge da Cultura megalítica houve uma grande concentração humana no NO, pelas condições propícias a pastorícia e abundâncias de metais em comparação a Meseta, e entre o terceiro e segundo milénio a.C. formou-se uma unidade étnica própria e original que os diferenciava, apesar das influências exteriores existentes e de outras que surgirem como as culturas meridionais ibéricas, celtibéricas, e do Mediterrâneo (fenícios, gregas e cartagineses). Viviam duma economia mista agrícola e pastoril plenamente em simbiose com o território. Integrada na cultura da Idade do bronze atlântica (1300–700 a.C.) durante o Bronze final e dando origem a fase Castreja II.
Durante a qual os povoados transformam-se em aldeias fortificadas chamadas, castros ou vilas fortificadas ópidos (citânias), por isso a cultura arqueológica que desenvolveram, é conhecida pelos arqueólogos como "cultura castreja".
As primeiras alusões a este povo estão presentes em antigos autores gregos e latinos anteriores à conquista, o que permite a reconstrução de alguns acontecimentos históricos deste povo desde o século II a.C. Assim, graças a Tibério Cácio Ascônio Sílio Itálico, sabemos que entre os anos 218 e 201 a.C., durante a Segunda Guerra Púnica, algumas tropas galaicas vieram lutar nas fileiras do cartaginês Aníbal contra o exército romano , participando na batalha do Lago Trasimeno em 217 a.C. e na Batalha de Canas em 216 a.C. Depois de Sílio Itálico, Apiano de Alexandria, autor da obra ‘’Iberiké’’, menciona a primeira incursão dos romanos em território galaico. Apiano narra os acontecimentos ocorridos durante as guerras lusitanas (155–139 a.C.), mencionando que neste último ano (139 a.C.), após ter sido ridicularizado pelo líder lusitano Viriato, o exército romano de Cepião assolou os campos dos galaicos e vetões. Este ataque às populações galaicas mais meridionais localizou-se possivelmente na região do Alto Douro, próximo da fronteira com os Vetões, tendo esta ação um carácter punitivo, pela ajuda prestada por estes povos aos lusitanos durante as campanhas de Viriato no sul.

## Assentamentos

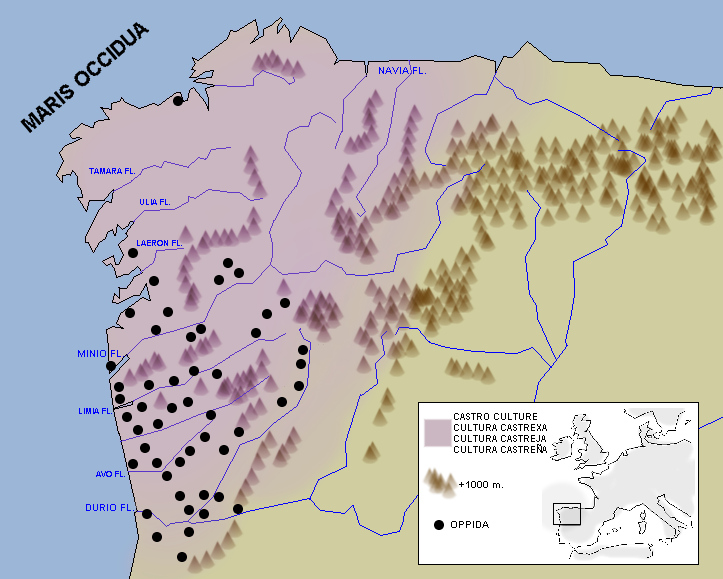
Localização das citânias ou ópidos castrejos, mais numerosas no sul

O modo de habitat dos galaicos, a partir do primeiro milénio antes da nossa era,, baseava-se em povoados fortificados que receberam o nome de castros, (do latim castrum, forte), podendo variar em dimensão desde pequenas aldeias com menos de um hectare mais habituais no norte, e grandes castros ou citânias de mais de 10 hectares, estando estas mais presentes na metade sul da zona de ocupação. A densidade dos castros também era maior na zona costeira, no vales dos grandes rios para diminuir nos vales dos afluentes.
A localização destas aldeias ou cidades fortificadas, que ascende a um milhar no território português, era ditada em primeiro por critérios estratégicos de defesa e controlo do território, por isso tendiam a estar localizadas nas colinas de média altitude abaixo dos 500 m, mas de preferência com algumas encostas acentuadas para uma melhor defesa e, ocasionalmente, em promontórios rochosos e penínsulas perto da costa marítima.
Esses assentamentos tinham como outros critérios o controlo dos recursos naturais, incluindo minérios como o ouro, e estanho, ou de vias de comunicações.
Muitos dos locais escolhidos eram também sagrados e frequentados por motivos rituais desde há muito tempo, muitos castros tem no seu seio ou nas suas imediações gravuras rupestres produzidas em várias fases, mas com as mais antigas muito anteriores a edificação do povoado. Apesar dos castros da Galécia apresentarem claros pontos em comum, as cidadelas funcionavam como cidades-estado e podiam ter traços culturais específicos, assim o desenvolvimento foi muito heterogéneo. Por exemplo, o sistema de defesa varia do sistema mais simples com muros de pedra muitos rudimentares (exemplo: Castro de Baiões em São Pedro do Sul), ou de dois muros paralelos feitos de grandes blocos e com espaço intermédio preenchido com terra (exemplo: Cividade de Terroso, Póvoa de Varzim) ou com pedra miúda (exemplo: Citânia de Sanfins, Paços de Ferreira) ou enfim sólida muralha com muros de reforço (Castro de Sabroso, Guimarães) e em alguns casos com fossos, torres (São Julião em Vila Verde, Castro de Coaña ou Castro de Pendia, Oviedo), pedras fincadas contra a cavalaria em Trás os Montes (Castro da Cidadelha, Chaves), e rampas de acesso a muralha ou as várias muralhas concêntricas.
No início dos castros, as casas circulares e construções domésticas eram simples cabanas de materiais perecíveis (estrutura em troncos de carvalho com enchimento com ramos recobertos de barro), com pisos de argila compactada ou de terra batida, em pequenos castros entre 600 m2 (São Julião) e 2 hectares (castro de Baiões em São Pedro do Sul), protegidos por paliçadas (Barbudo, Vila Verde), ou, mais raramente, muros rudimentares ou taludes e fossos (São Julião). Excecionalmente, alguns tinham habitações inteiramente ou parcialmente de pedra e barro (Coto da Pena, Caminha). Mas que lentamente se generalizaram em construções redondas ou ovaladas com diâmetros entre 4 e 5 m e paredes de 30 a 40 cm de espessura. Feitas com pedras de granito fraturadas ou lascadas, para posteriormente serem posicionadas em duas fiadas, com a face mais lisa para o exterior do muro. O espaço intermédio era preenchido com pequenas pedras e saibro.
Esses castros "de altitude" coexistiam com pequenas povoações no fundo dos vales dito "castros agrícolas", castros secundários que podiam só ser ocupados numa parte do ano, situados em solo rico, propício para agricultura ou perto dum sitio de mineração.
Por volta dos séculos VII e VI a.C. alguns castros aumentaram a sua superfície (Citânia de São Julião) com casas novas, o que obrigou a construção de novas muralhas concêntricas, de melhor feição a volta da nova área, outros criaram castros satélites. As casas passaram a ter um átrio ou vestíbulo e com o contacto com o mundo romano as casas até aí na sua grande maioria circulares
passaram a ser também retangulares ou quadradas e assim duplicaram a sua área habitada.
Com a chegada dos primeiros romanos, procede-se também a uma profunda reorganização territorial e urbana, com o desenvolvimento na zona de entre o rio Cávado e Douro, de grandes citânias (com cerca de 3000 moradores por Sanfins), distantes aproximadamente de 25 km entre elas (Sanfins, Briteiros, Alvarelhos, Mozinho, Eiras, Bagunte e Vandoma) com um controlo efetivo das zonas periféricas, e sendo, para as duas primeiras, construidas a imagem das cidades romanas com um plano urbanístico de ruas ortogonais
Os romanos introduziram também a telha (tégula) em substituição dos telhados de colmo. Com a integração no Império Romano e a chegada da Pax Romana, a população galaica começará a abandonar grande parte dos castros e a dispersar-se em terrenos agrícolas, em vales e terras mais acessíveis mas menos defensáveis. Mas muitos não foram abandonados e outros foram reocupados à partir do século III e no tempo do reino Suevo. e depois para além da reconquista, e em alguns casos residuais até o século XV

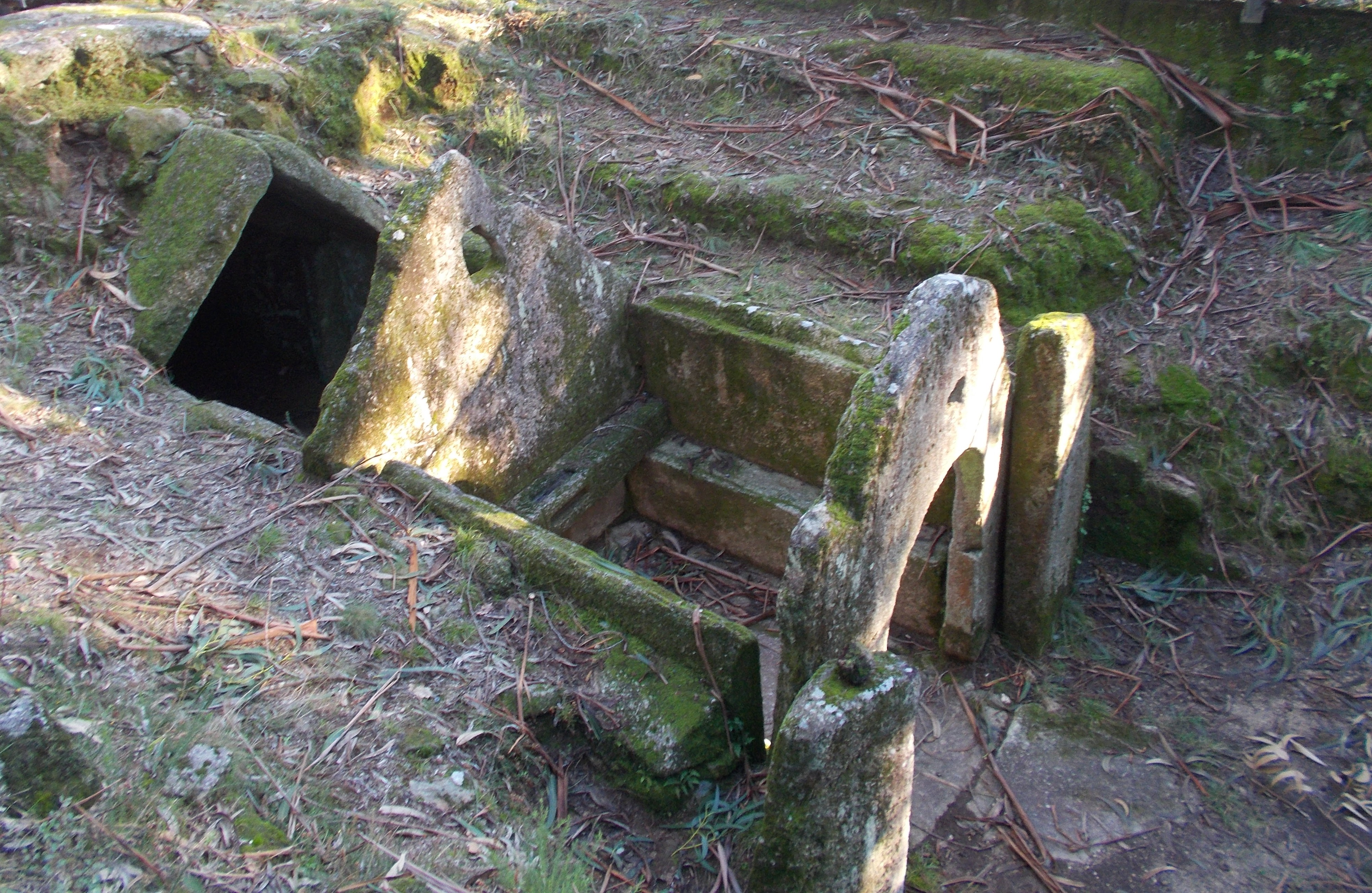
Balneário de Santa Maria de Galegos, Barcelos

Em todos os castros havia algumas construções que tinham uma função pública:
- Santuário, como o caso de grandes construções retangulares no centro de Sanfins, assim como outro rupestre na mesma citânia.
- Local de reunião, como na grande casa da Cividade de Âncora, Viana do Castelo com 50 bancos de pedra ao redor e uma lareira no centro, podendo ser a sede duma assembleia.[14]

E para a zona do norte de Portugal e principalmente no norte da Galiza e das Astúrias.
- Balneário, meio soterrado com forno, câmara e antecâmara com banhos de vapor e de água fria,[10] mas certamente com uma conotação religiosa pela decoração da Pedra Formosa, grande pedra decorada de separação dos compartimentos e a presença de grandes monólitos.[3]

Os nomes dos castros, conforme preservados em inscrições latinas e outras fontes literárias, eram frequentemente substantivos compostos com um segundo elemento, como -bis (do proto-céltico *brixs), -briga (do proto-céltico *brigā) Conímbriga, Brigantia (Bragança), Tongóbriga; -ocelum (do proto-céltico *okelo-) Louciocelo, Tarbucelo; -dunum (do proto-céltico *dūno-) Caladunum todos significando "colina > forte-colina. Outras são formações superlativas (do proto-céltico *-isamo-, -(s)amo-): Berisamo (de *Bergisamo-), Sesmaca (de *Segisamo-).
Muitos topónimos modernos derivam dos nomes desses antigos assentamentos: Coimbra < *Conínbriga, Bragança< *Brigantia, Biobra < *Vidobriga, Bendollo < *Vindocelo…
Grandes citânias do norte de Portugal melhor conhecidas a partir de escavações:
- Citânia de Briteiros, Guimarães (Cruz, 2015)
- Citânia de Sanfins, Paços de Ferreira (Silva, 1999)
- Citânia de São Julião,Vila Verde (Martins, 1981/85 e Bettencourt, 1989/95)
- Castro de São Caetano, Monção (Martins, 2014)[15]

## Economia
Os habitantes dos castros como indicam as escavações arqueológicas trabalhavam a pedra, a cerâmica e os metais, mas embora não haja vestígios podemos pensar que trabalhavam também a madeira, as peles a lã e o linho.

### Produção lítica
A pedra era utilizada não só para construir como para a realização de muitos objetos de uso quotidiano: moinhos naviformes e circulares, bebedouros, moldes para a fundição de metais, pesos de rede e de tear…

### Metalurgia e exploração dos metais

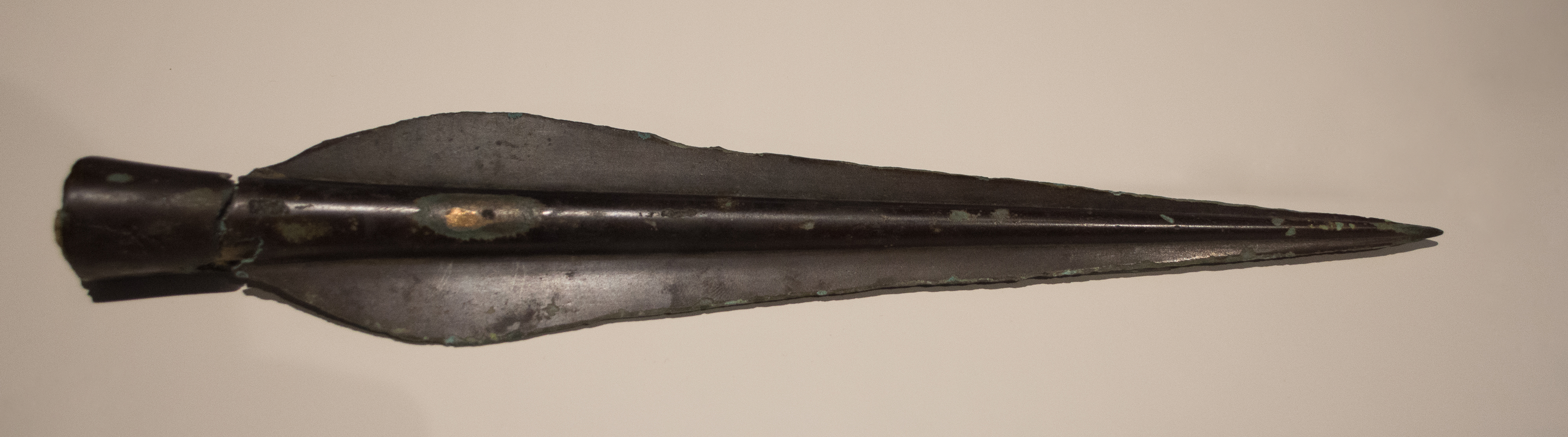
Ponta de Lança galaica em bronze, descoberta na Corunha

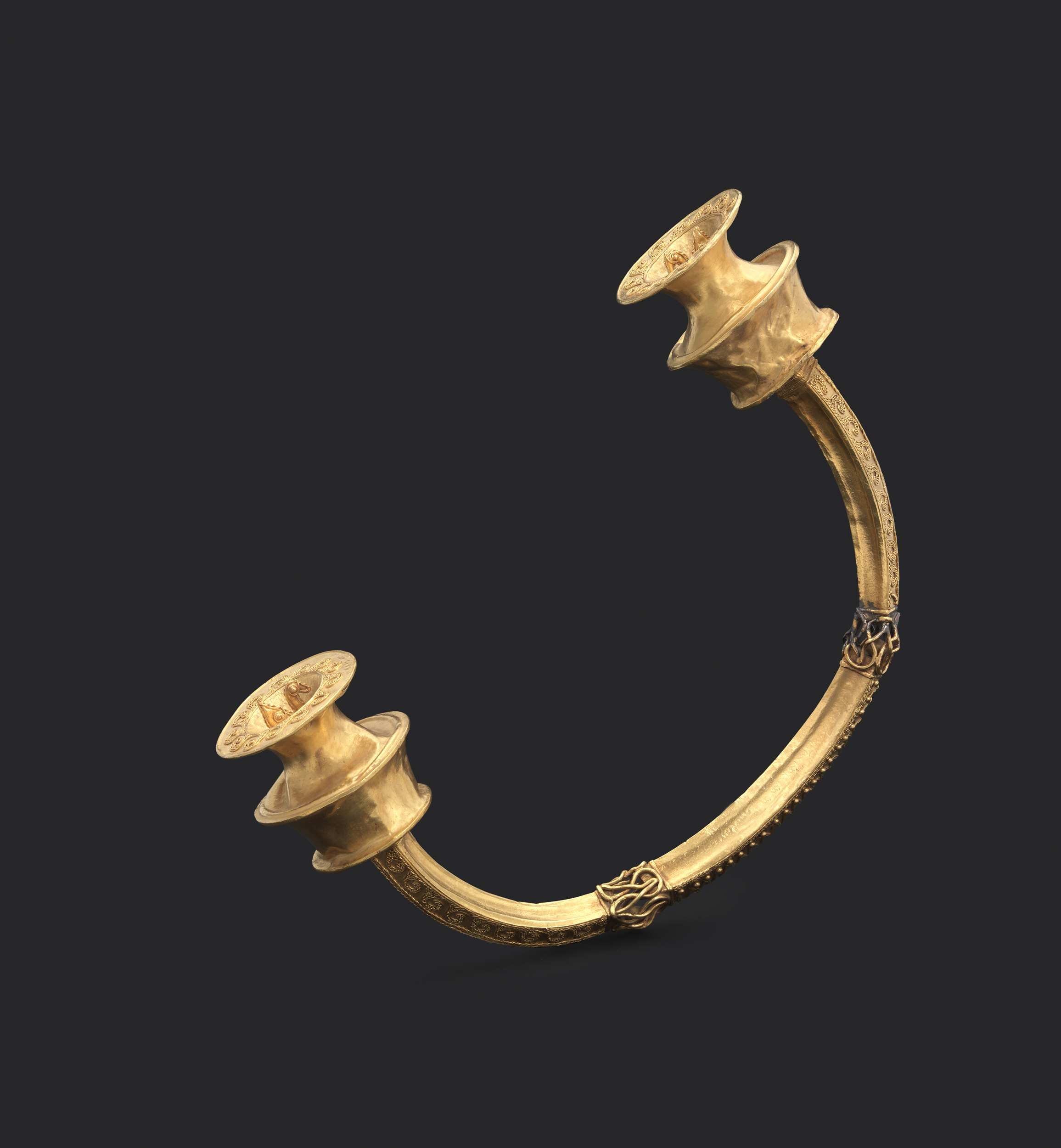
Torque da Idade do Ferro

Até a data, os artefactos em bronze e provas duma fundição autóctone mais antigos encontrados no norte de Portugal provém do povoado da Sola (Braga) e datam de entre os séculos XVII e XVI a.C., são uma vareta e pingos de fundição assim como um molde de machado e cadinhos, dessa época também temos espadas de tipo “argárico”, machados planos e alguns machados de rebordo encontrados nas escavações ou depositados entre penedos. Na Galiza foram encontrados peças mais antigas do secundo milénio antes Cristo em Tortellá, La Garrotxa e em Monte Aguilar de la Bárdenas Reales (Navarra) do século XIX ou XVIII a.C., a qualidade da liga de cobre, e principalmente do teor de estanho é variável, mas o numero de achados é muito limitado. De mesmo no Bronze Final, embora as técnicas aparentemente sejam mais diversificadas os achados são poucos, ou que deixa pensar que a produção também erra limitada, talvez feita por metalurgistas itinerantes, só temos moldes nos concelhos vizinhos de entre Cávado e Lima em São Julião (Vila Verde), na Corga do Caropo (Terras de Bouro), na Santinha (Amares), no castro de Álvora (Arcos de Valdevez), e em Azurara (Vila do Conde). Como técnica de fundição temos moldes em pedra, em cerâmica ou em cera perdida, em função das peças a produzir e talvez do metal (bronze ou ouro). No caso do bronze, a liga usada, é mais pura, de cobre e estanho de influência mediterrânea ao contrario da fachada atlântica francesa e da Grã-Bretanha que usam uma liga ternária de cobre, estanho e chumbo. No entanto a particularidade da fundição galaica é o alto teor de estanho que compromete a solidez das peças. A influência meridional também é evidente na forma de alguns artefactos (punhal triangular, fíbula de enrolamento…). Desta época datam os achados mais antigos de objetos em ferro importado, no caso uma pequena falcata de São Julião dos séculos X ou IX a.C. Algumas espadas, principalmente, foram encontradas depositadas na água, o que persiste durante a Idade do Ferro, com machados de alvado encontrados no rios Cávado e Lima, ou mais frequente, depositados entre penedos, como em Paredes de Coura, com 14 machados de talão. Ou enfim o caso híbrido de Viatolos, Barcelos com machados de talão de duplo anel e lingotes escondidos de baixo dum penedo mas perto de água, ao pé duma fonte. Essa longa tradição ritual data pelo menos do Calcolítico, com machados de pedra e cobre, cerâmica e pontas de seta depositados no Monte da Sra da Penha (Guimarães), em fendas e perto duma fonte.
A liga de bronze durante o inicio da Idade do ferro, torna-se ternária com adição de chumbo ao cobre e estanho, o processo metalúrgico do bronze é apurado, e ao conjunto existente de artefactos produzidos juntam-se outros. Mas os locais com fundição atestada são ainda poucos: São Julião (molde, lingote e cadinho), Coto da Pena (moldes de pedra e cerâmicos), Quinta da Fonte Velha (Barcelos) com lingotes e restos de fundição e enfim um lingote em Penices (Famalicão). Vários autores antigos (Posidónio, Estrabão, Tibério Cácio Ascônio Sílio Itálico, e Plínio, o Velho) descreveram a riqueza da região em minério principalmente em ouro no leite dos rios, e minas de estanho chamadas localmente ‘’Alutia’’. Há muitos poucos vestígios, dessa exploração, temos por exemplo as minas de estanho da Ervedosa em Trás-os-Montes, mas a produção local de artigos refinados de ourivesaria denuncia uma atividade “mineira”, nem que seja no leite dos rios.

### Produção de cerâmica

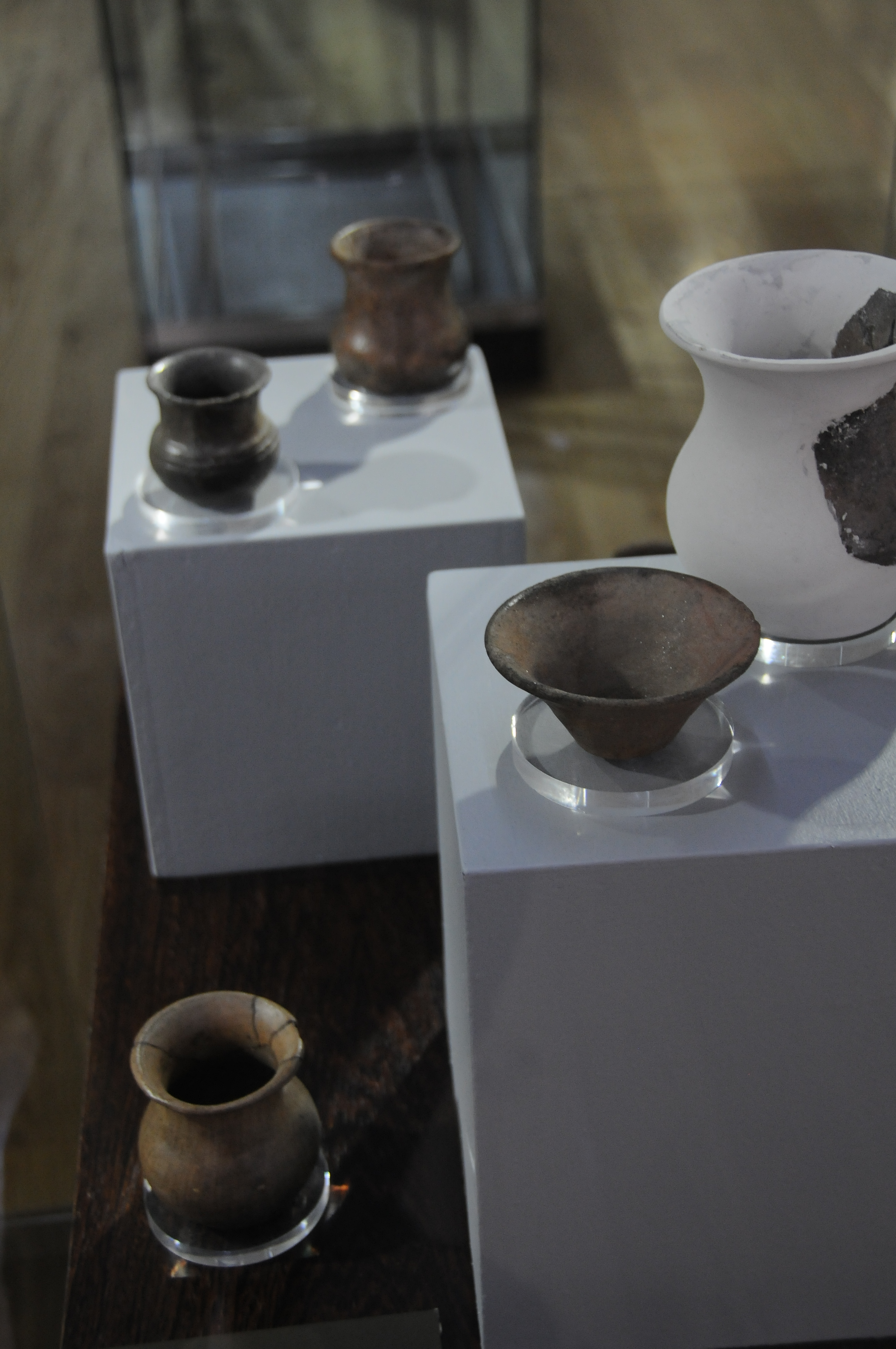
Cerâmica encontrada na Cividade de Terroso, Póvoa de Varzim

A produção local é feita a mão, o torno de oleiro será introduzido tardiamente por volta do século II a.C., pelo contacto com o mundo romano. Por isso, na altura do Bronze final, desenvolveram-se duas técnicas, a primeira para peças grandes e grosseiras, na maioria potes de barro, com uma espessura dos 8 aos 12 mm, feitos por sobreposição de tiras de argila que eram depois alisadas. A outra, para peças pequenas de melhor feição, e de espessura inferior a 6 mm, a moldagem era feita à partir dum único bloco de argila de melhor qualidade. Essa louça fina é mais rara que o trabalho grosseiro dos potes de cozinha, que servem para cozer os alimentos, por isso o numero de formas é reduzido, assim como a decoração, que quando ocorre é quase exclusiva dos lábios do pote e raramente da pança ao contrario da cerâmica anterior de tipo “Penha” ricamente decorada com incisões. Durante a transição entre Bronze Final e Idade do Ferro, haverá uma grande evolução entre esse tipo inicial, para um tipo intermédio mais decorado com motivos em SSS, por exemplo, e um maior numero de formas, e o último de ainda maior diversidade de forma (Dólia, anfôras) inspirada dos romanos. Muita vezes preta, algumas cerâmicas eram pintadas.

### Outras produções
O grande numero de peso de tear, de pedra e depois em barro (caco de telha furado), indicam uma grande atividade de tecelagem certamente de lã como de linho, para o vestuário, em teares verticais usados até à Idade Média na confeção de Bragal. Os pequenos pesos de rede em pedra indicam a fabricação caseira de redes para pesca e caça. Os telhados eram de colmo e a palha era aproveitada tanto para telhados como vestuário (corucho ou coroça). O pólen de espécie de árvores ribeirinha (salgueiro ) encontrados nos castros, denuncie a atividade de cestaria. Enfim foi encontrado também cera de abelha de recolha como certamente de apicultura em cortiço.

### Relações comerciais
A economia da região baseia-se principalmente numa grande autarcia, na produção de alimentos e bens. Sobretudo se compararmos com a época a seguir, e as importantes importações de bens alimentares como o garum, vinho e xarope de vinho, azeite… no seio do mundo romano. O intercâmbio visível é mais nos metais sob a forma de minério como objetos usuais e armamento, assim como alguns bens de luxo contas de vidro, âmbar… E se as primeira relações são com a cultura argárica, o NO Ibérico mantém uma relação privilegiada com o Atlântico reforçada pela rota marítima do estanho, assim chegam por exemplo machados da Bretanha, modelo alterado localmente com um ou dois anéis, espadas pistiliforma, caldeirões irlandeses, espadas de língua de carpa…. A ourivesaria pela técnica e sua decoração é comum a fachada atlântica, embora haja também influências de zonas meridionais como nas fíbulas de tipo Sabroso ou Santa luzia, então que a zona de Trás os Montes segue a influência da cultura dos campos de urnas. De facto, o comércio não é só com os países do norte, mas também com o sul da península a cultura tartéssia e o mundo mediterrânico, sempre certamente por causa do minério. Foram encontradas moedas e cerâmica dos cartagineses e dos gregos por exemplo em Gondomar ou na Serra do Pilar, mas sobretudo contas de vidro por exemplo em Viana do Castelo ou São Julião. Assim temos um conjunto de rotas marítimas com a fachada atlântica como para o mundo mediterrâneo que implica um maior desenvolvimento da faixa litoral sobretudo durante a Idade do Ferro, mas em conjunção com rotas terrestre que dão alguma originalidade ao interior.

## Sociedade

### Organização político-territorial

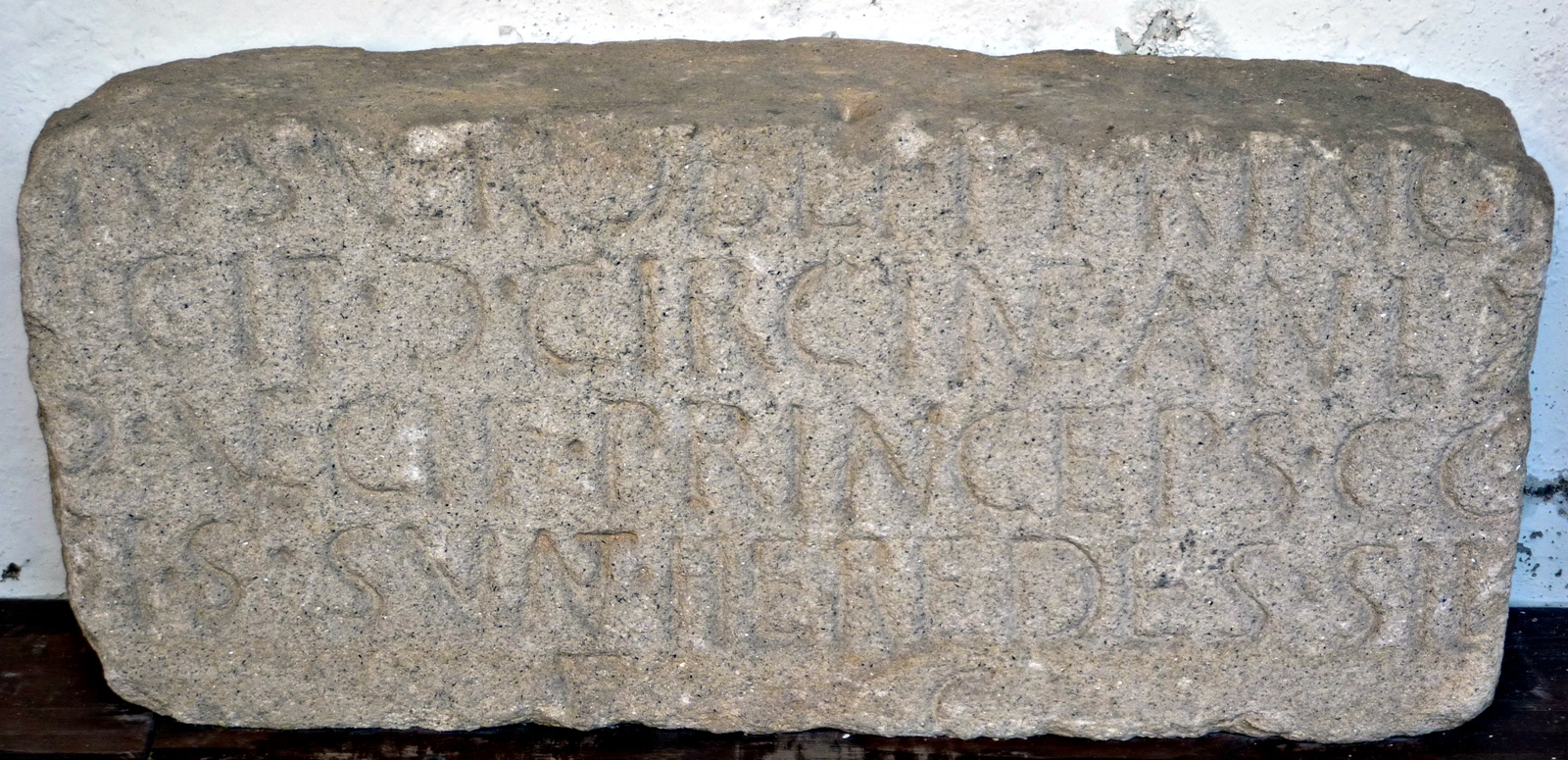
Inscrição funeraria romana do príncipe Vecco filho de Veróblio, no Museu Arqueológico de Lugo

A organização política galaica não é conhecida com certeza, mas é muito provável que visto a sua ocupação do território tenham havido uma hierarquia nos povoamentos como nas elites,o espaço era dividido em pequenas regiões independentes que os romanos chamaram de populus ou civitas, cada um governado por um pequeno rei ou chefe local (princeps). Dos vestígios epigráficos sabemos a existência de dois reis ou príncipes galaicos, um de Luco Augusto (Lucus Augusti; atual Lugo), Vecco, filho de um aristocrata chamado Veróblio, e outro chamado Nícer, filho de Clutoso, e princeps dos albiões. Algumas estátuas de guerreiros relembram também o poder e fama de alguns chefes,  como a estátua encontrada em São Julião (Vila Verde) com o nome de Malceino f (filho) de Dovilonis gravado na cetra.

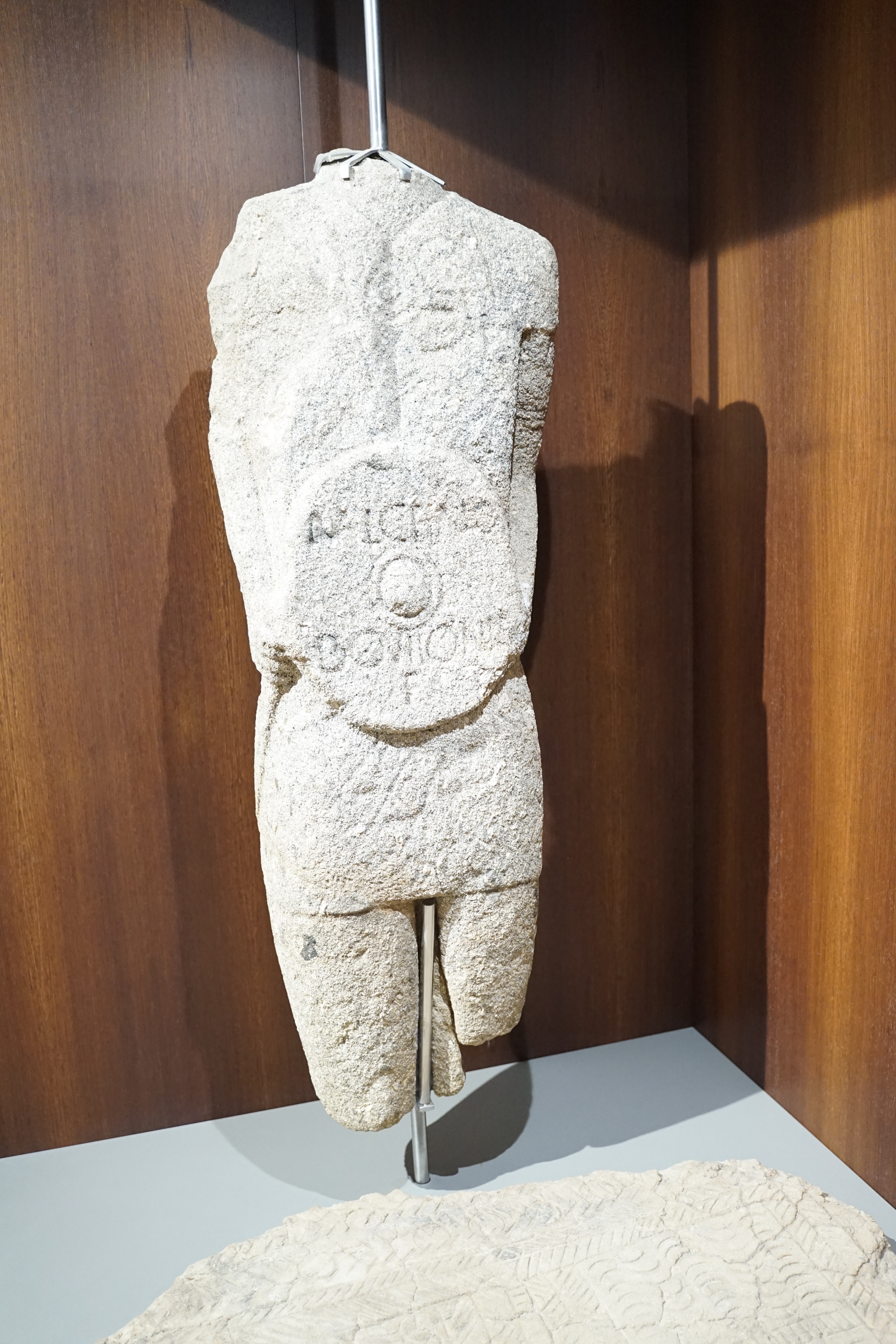
Malceino filho de Dovilonis, Citânia de São Julião, Museu D. Diogo de Sousa

É possível que cada tribo galaica tivesse um grupo de nobres e guerreiros que davam proteção à tribo e que provavelmente tinham a administração local de cada castro dentro da tribo. Porque cada populus compreendia um certo número de pequenos castros ( castellum).
O seu estatuto social, tal como os soberanos, manifestava-se não só no poder político ou de compra dos seus pertences mas também na utilização de certos objetos simbólicos intimamente ligados às classes altas da aristocracia, como os torques. A existência desses personagens implica uma sociedade altamente hierárquica e estratificada.
Cada galaico identificava-se como membro do castro que habitava (segundo a interpretação mais comum do C invertido da epigrafia posterior) bem como do estado/cidade a que pertencia, e que os romanos chamavam de populus, encontraram-se numerosos nomes de pessoas com o nome do povo como: arrotrebae, albiones, celtici praestamarici, lemavi etc.. , conforme sua fórmula onomástica usual: primeiro nome + patronímico (genitivo) + (opcionalmente) populus ou nação (nominativo) + (opcionalmente) origem da pessoa = nome do seu castro (ablativo), como nos exemplos seguintes:
- Anceitvs Vacci f Limicvs > Talabric(a): Anceto filho de Vácios, um Límico, do castro de Talábriga.
- Bassvs Medami f Grovvs > Verio: Bassos filho de Medamos, um Gróvio, do castro de Vério.
- Ladronu[s] Dovai f Bra[ca]rus Castell[o] Durbede: Ladrono filho de Dovaio, um Brácaro, do castro de Durbede.

## Modo de vida
A primeira referência aos galaicos pode ser encontrada no épico Púnica, de Sílio Itálico, entre os anos 218 e 201 a.C.
| “ | Fibrarum, et pennæ, divinarumque sagacem Flammarum misit dives Callæcia pubem, Barbara nune patriis ululantem carmina linguis, Nunc, pedis alterno percussa verbere terra, Ad numerum resonas gaudentem plaudere cætras. Hæc requies ludusque viris, ea sacra voluptas Cetera femineus peragit labor: addere sulco Semina, et impresso lellurem vertere aratro Segne viris quidquid duro sine Marte gerendum, Callaici conjux obit inrequieta mariti. | ” |
|   | — Sílio Itálico, Púnica III.344-7. |   |

| “ | A rica Galécia enviou sua juventude, Sabia na arte da adivinhação, nas entranhas das vítimas, No voo dos pássaros, e nos relâmpagos do céu, Ora gritando cantos bárbaros em sua própria língua, Ora batendo alternadamente os pés no chão, Batendo nas suas cetras em ritmo. Assim os homens relaxam e reconfortam, Experimentando assim um prazer sagrado. As mulheres realizam o resto das tarefas: abrem os sulcos Semeiam, e viram a terra com o arado. É um sinal de fraqueza para os homens Qualquer ocupação que não seja a dura arte de Marte (ou seja a guerra). A esposa galaica enfrenta as outras tarefas de maneira incansável. | ” |
|   | — Tradução adaptada de Sílio Itálico, La Guerra Púnica, Edición de Joaquín Villalba Alvarez, Akal, 2005. |   |

Nesse trecho temos para os homens a adivinhação ou seja a religião, o canto, a dança e a guerra. Para as mulheres a agricultura. De facto é um mundo dividido entre a agricultura e a guerra com uma grande dedicação à religião. 
| “ | As mulheres, por seu turno, apresentam-se com capas e vestidos floridos. Em vez de moeda, os que estão bem no interior utilizam a troca de produtos ou, cortando uma lasca de prata, dão-na como pagamento. Aos condenados à morte, precipitam-nos de um penhasco, e aos parricidas, lapidam-nos fora dos limites das montanhas ou dos rios. Casam-se do mesmo modo que os Gregos. Aos enfermos, tal como faziam os Egípcios no passado, expõem-nos nos caminhos, para que quem tem experiência da doença dê conselhos. Até ao tempo de Bruto, usavam embarcações de couro para atravessar as enchentes da maré e as zonas pantanosas, mas agora, mesmo as canoas feitas de um só tronco são raras. O sal é púrpura, mas branco depois de moído. É este o modo de vida dos habitantes das montanhas, como disse — refiro-me àqueles que delimitam o lado norte da Ibéria: galaicos, ástures e cântabros, até à região dos vascos e dos Pirenéus, pois o modo de vida de todos eles é semelhante […] | ” |
|   | — Estrabão, Geografia, Livro III cap. 3, 7. |   |

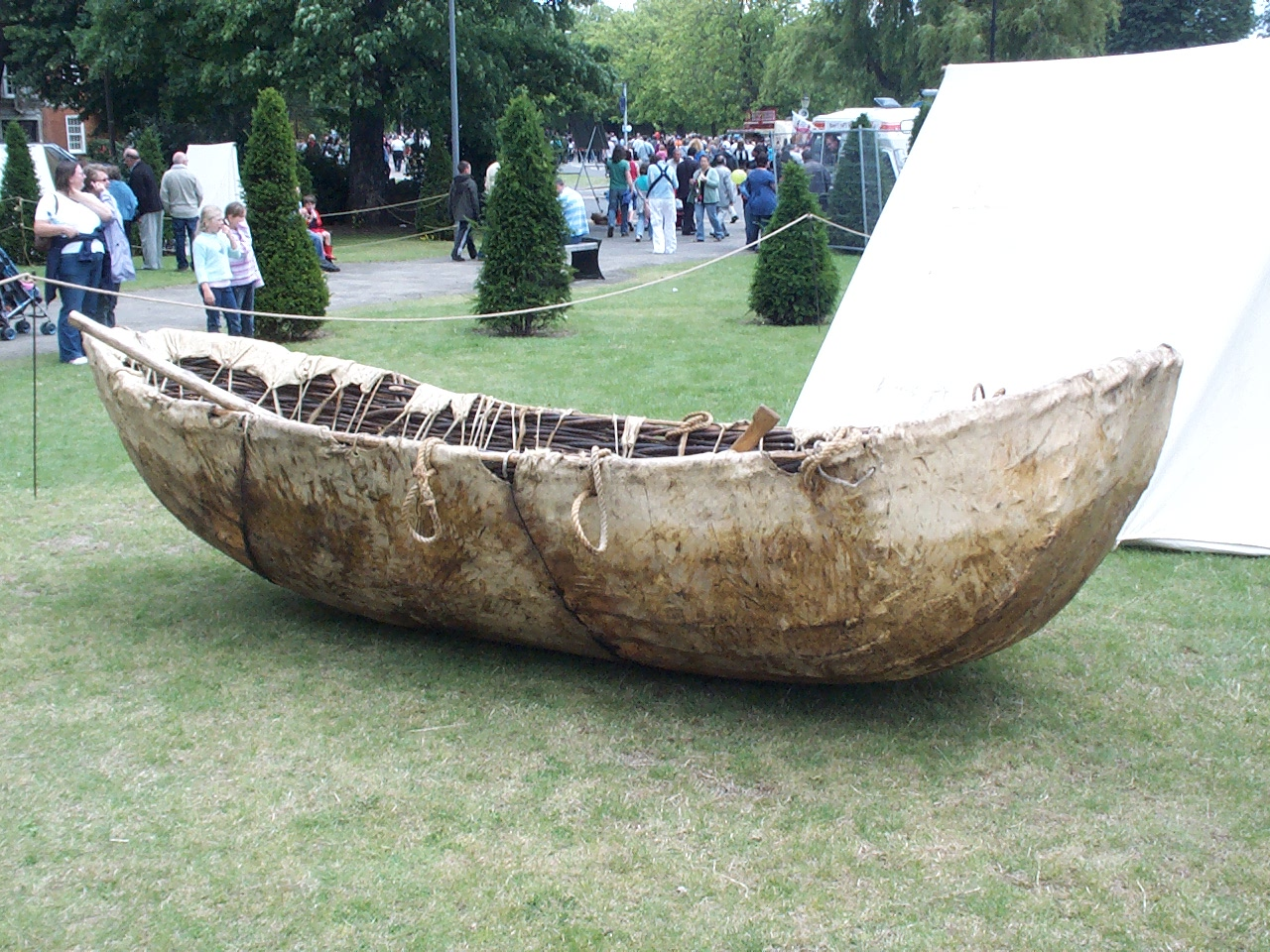
Barco feito duma armação de vime e de 3 peles de vaca (Currach) no Bedford River Festival

As famílias eram monogâmicas e havia um ritual para os casamentos.

### Arte e cultura
As gravuras ou petróglifos galaico-portugueses são a única expressão artística genuinamente Galaica (no sentido de delimitação geográfica), embora poderão ser um pouco anterior a cultura castreja mas prolongaram-se, com adições e sobreposições, durante toda a Idade do Bronze e a Idade do Ferro.

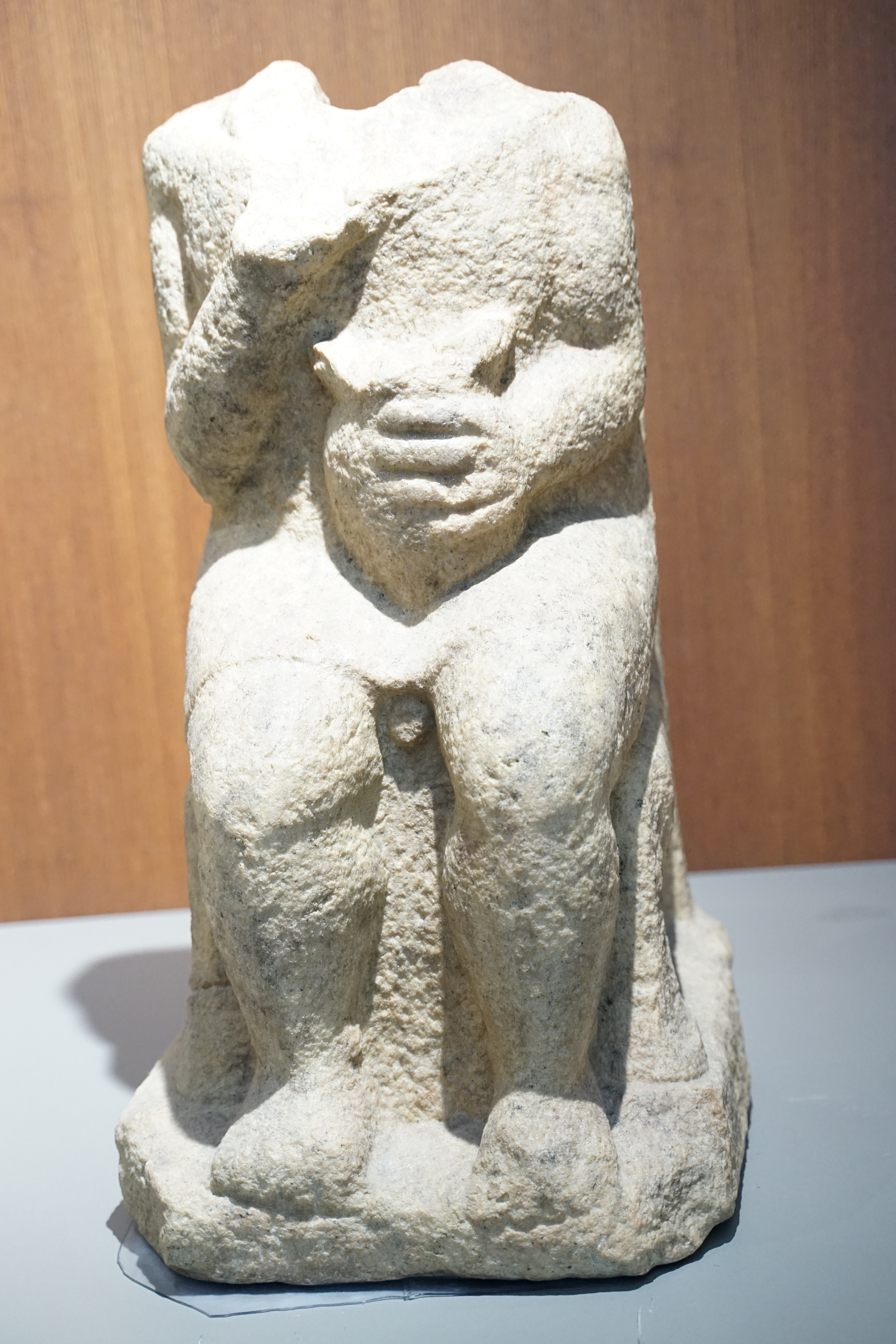
Estátua sedente masculina de Braga

Além das gravuras, a estatutária de guerreiros ficou famosa, mas não era a única, outros modelos foram encontrados:
- Estátuas de guerreiros galaicos: Encontram-se em Portugal, e no sul da Galiza. As hipóteses sobre as suas funções são muitas e diversas: poderia tratar-se de estátuas funerárias, honoríficas, ou de heróis divinizados,…

- Cabeças humanas: Apareceram em todo o noroeste peninsular.
- Cabeças zoomorficas: Encontram-se também no norte de Portugal e sul da Galiza. Na maioria dos casos é difícil saber que animal é representado. Há algumas de porcos e outras de serpente, cães, cabras, touros ou ovelhas. Poderiam cumprir um papel protetor do gado.

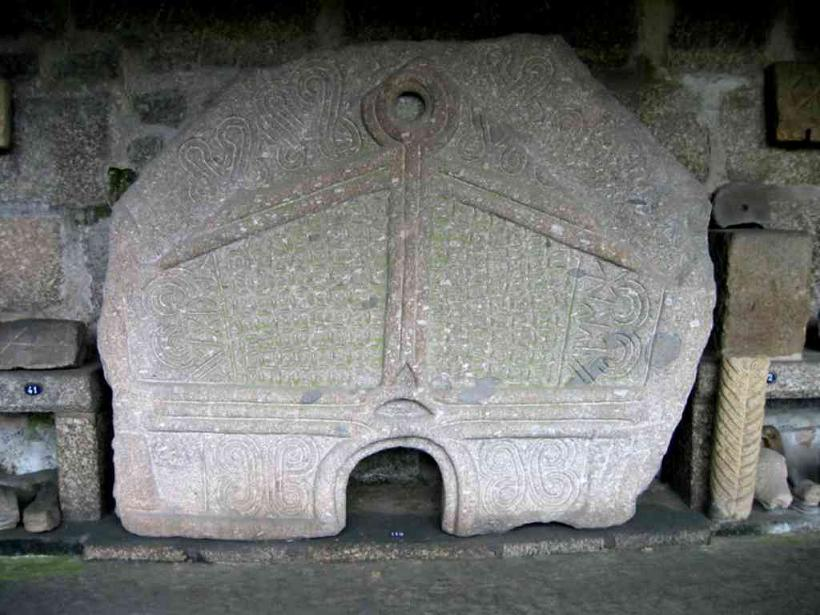
Pedra Formosa do balneário da Citânia de Briteiros

- Estátuas sedentes: São pessoas sentadas numa cadeira de espaldar com um arco e um cervo gravado, um vaso na mão e com as pernas da frente da cadeira com cascos de cavalo… Temos só seis representações masculinas dessas, duas provém de Ginzo de Límia as outras de Braga, da Póvoa de Lanhoso, de Santa Maria de Galegos em (Barcelos) e a ultima de Perafita, mais duas femininas de Briteiros e Felgueiras. Essas representações tinham uma função funerária de tradição mediterrânea.[26]
- Estátuas zoomorficas de javali ou berrão, e touro.
- Figuras diversas: Iconas, figuras femininas,… que conservamos em grande quantidade e que apareceram em todo o território castrejo.

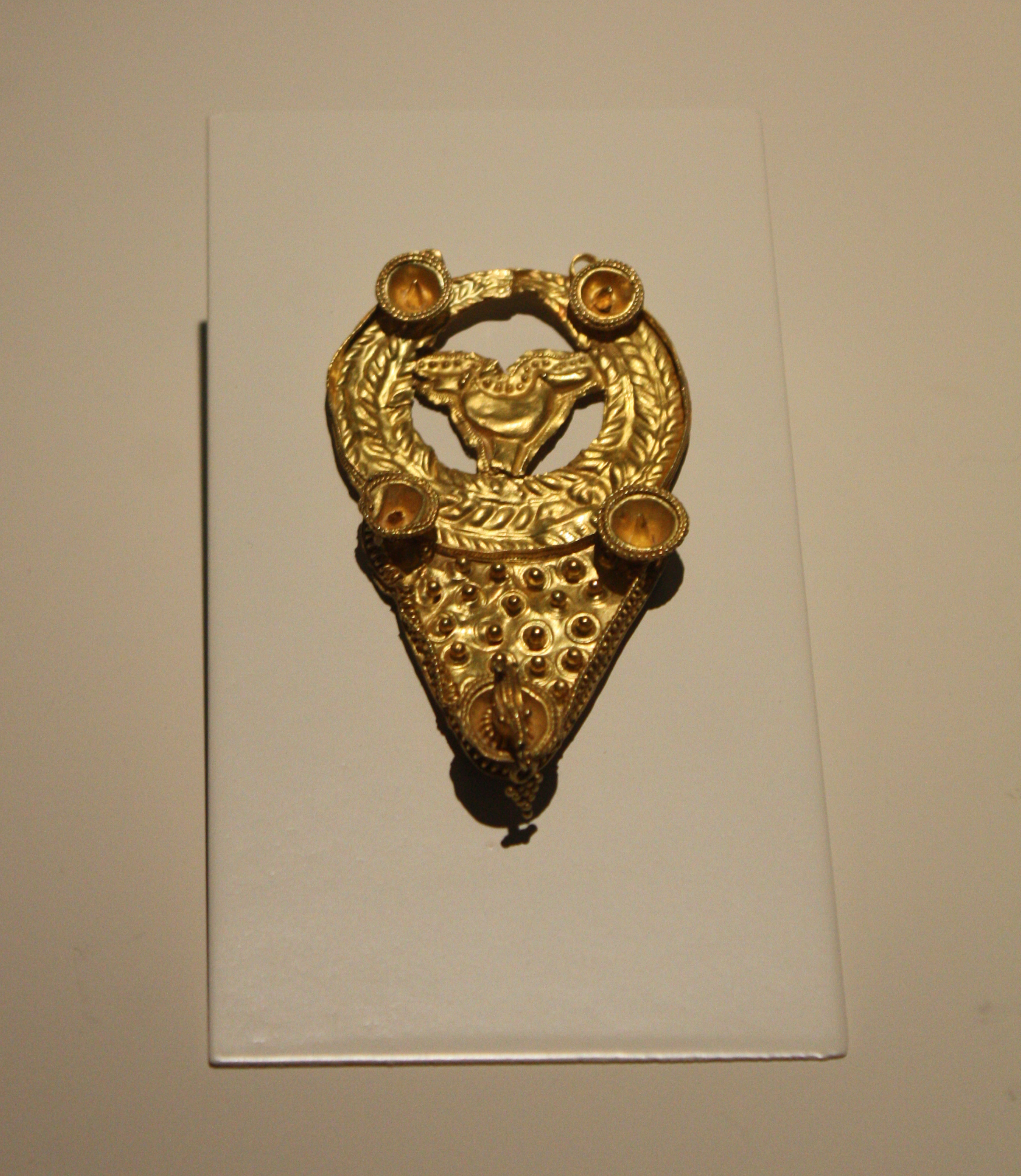
Brinco galaico século III ou

- Decorações arquitetónicas: foram encontradas muitas pedras decoradas pertencentes a frisos, ombreiras, padieiras, remates circulares,… A sua decoração é muito singela: cordados, espirais, trísceles, tetrasqueis, "SS" concentrados, oito entrelaçados, pontas de flecha,…
- Pedras formosas: Divisória dos balneários castrejos é uma grande pedra monolítica, as vezes ricamente decorada, não só par embelezar mas sobretudo portadora duma mensagem espiritual.[27]

Mas a arte principal que deu fama aos galaicos é uma arte menor, a ourivesaria, com a realização de torques, braceletes, diademas, brincos e colares articulados… com diversas técnicas: o estampado repuxado, filigrana, granulado.
É provável que algumas tradições vivas sejam uma herança do tempo dos galaicos, as Chegas de Touros, o sacrifício do galo preto e os banhos na romaria de S. Bartolomeu em Esposende, como a decoração das fontes no São João do Porto e em Braga (Culto de Nabia), a dança guerreira do Assalto ao Castelo dos Pauliteiros da região de Miranda do Douro, o Carro das ervas presente no São João de Braga e na procissão de Corpus Christi ou também chamada Festa da coca em Monção ao lado do dragão denominado, Coca, outro possível legado desse tempo.

### Agricultura e alimentação
Como ferramenta agrícola só foram encontradas foices e enxadas faltando o arrado. No entanto há testemunhos escritos da cultura do trigo, e foram encontradas em várias escavações arqueológica sementes de trigo espelta (Triticum spelta), Farro (Triticum dicoccum), milho-miúdo, cevada, milho-painço, assim como de algumas leguminosas nomeadamente favas e ervilhas. Por volta do século VI a.C. foi introduzido o cultivo da aveia, e com a influência romana o cultivo do centeio durante o século I a.C. Além da agricultura, a recolha, de mel selvagem, castanhas, avelãs, peras, uvas e principalmente de bolotas era outra importante fonte de alimento.
| “ | Os habitantes das montanhas, durante duas partes do ano, utilizam bolotas, depois de as terem secado e triturado; logo as moem e as transformam em pão, de modo que se conservem por algum tempo. E utilizam também cerveja, mas têm falta de vinho: o que arranjam, todavia, depressa o consomem, banqueteando-se com os parentes. Em vez de azeite, usam manteiga. Tomam a refeição sentados, em bancos construídos em torno das paredes, e acomodam-se de acordo com a idade e a honra (a refeição circula) e, enquanto bebem, dançam em círculo ao som da flauta e da trombeta, mas também saltam e põem-se de cócoras. | ” |
|   | — Estrabão, Geografia, Livro III, cap. 3, 7. |   |

As colheitas eram armazenadas em silos (fossas), em vasos ou em estruturas retangulares (1 m–1,5 m) construídas acima do solo com paredes feitas de pequenos galhos entrelaçados e barro. Muito parecidos com os Espigueiros descritos por Marco Terêncio Varrão:
| “ | constroem-se no campo celeiros acima do solo, como na Espanha Citerior e na Apúlia para que o vento possa secar não só dos lados através das janelas, mas também por baixo através do piso. | ” |
|   | — Marco Terêncio Varrão (116–27 a.C.), As Coisas do Campo (Res Rustica) I, 57, 3. |   |

A agricultura não servia só para comer porque temos o registo por Plínio da qualidade do linho produzido pelos Zoela:
| “ | da Hispânia chega a Itália o linho Zoélico muito útil para redes. Esta cidade [Zoela] é da Galécia e está próxima do oceano. Mesmo Cumas, na Campânia, lhe deve a fama da pesca e da caça. | ” |
|   | — Plínio, o Velho, História Natural, XIX, 10. |   |

Além do fio para tecer vestidos o linho servia par fazer cordas e redes de pesca ou de caça. A criação animal era outra grande atividade agrícola com grande desenvolvimento durante a Idade do Ferro, com o pastoreio principalmente de cabras, ovelhas, porcos, vacas e cavalos Garranos citados por Sílio Itálico,Grácio  e Plínio:
| “ | Na mesma Hispânia há os povos Galaicos e Asturíos; estes têm cavalos que chamamos tieldões e asturcões, de talha mais pequena, e que não têm um passo normal na carreira senão um pouco mole pelo movimento alterno das patas, por isso se conta, que com destreza colocam os cavalos a andar de trote. | ” |
|   | — Plínio, o Velho, História Natural, VIII, 166. |   |

Tão apreciados pelos romanos chamados por eles de “Galaicos”, tieldões ou asturcões e que eram sacrificados pelos indígenas aos deuses. Grácio fala da dificuldade em dominar os cavalos galaicos por não aceitarem os freios nas suas bocas e Sílio Itálico gabo-os pela sua velocidade, dando-lhe até o nome de " Lampon", cavalo muito apreciado para as corridas. Enfim, a caça e pesca era um grande complemento prova disso são as estátuas de Trás os Montes de javali ou as inúmeras gravuras de cervos, as espinhas e conchas (caramujos, lapas, mexilhões e ostras ) encontradas em alguns castros ou enfim os pesos em pedra de rede de pesca (São Julião).

### Guerra

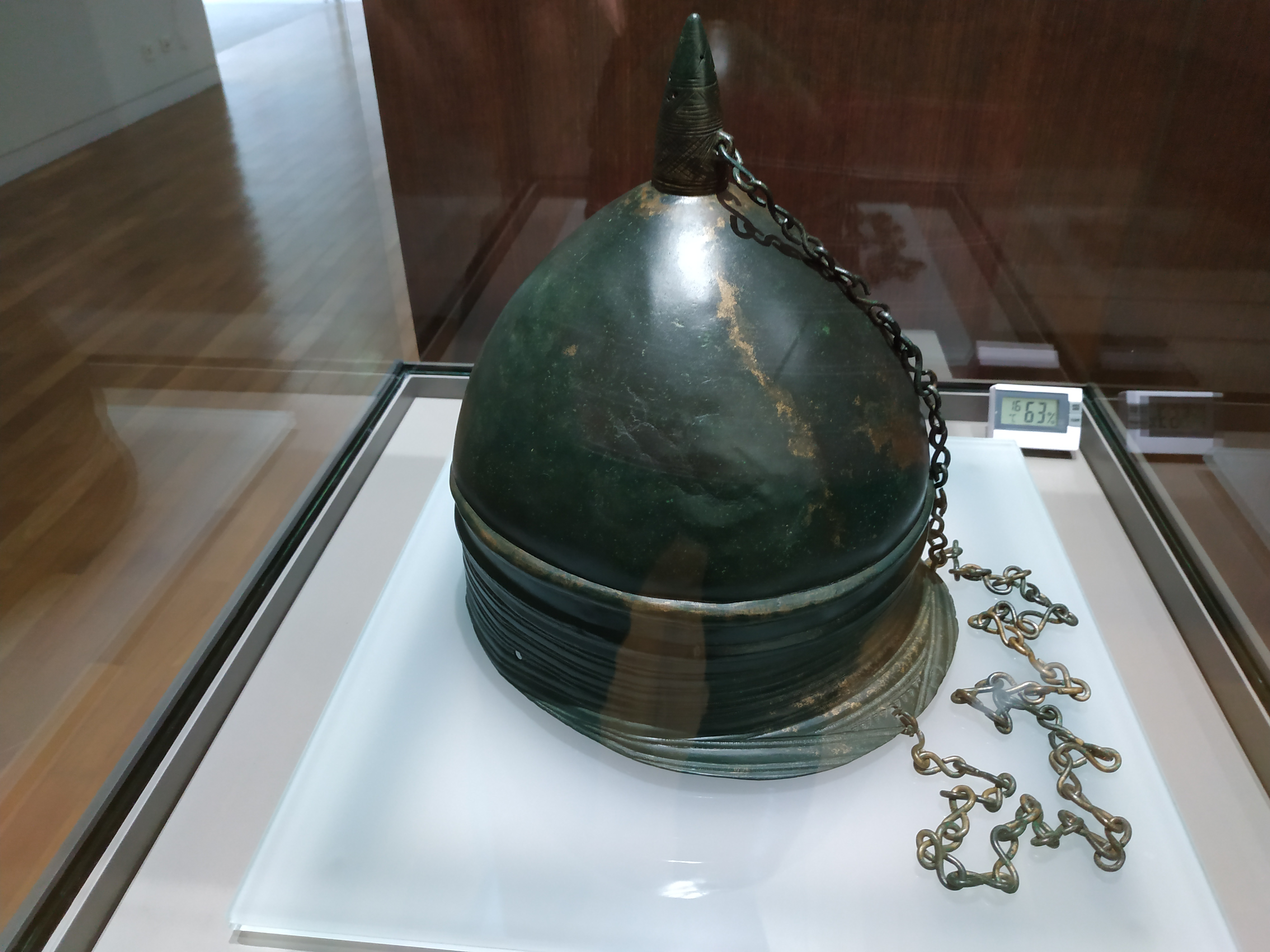
Capacete em bronze do castro da Póvoa de Lanhoso no Museu D. Diogo de Sousa

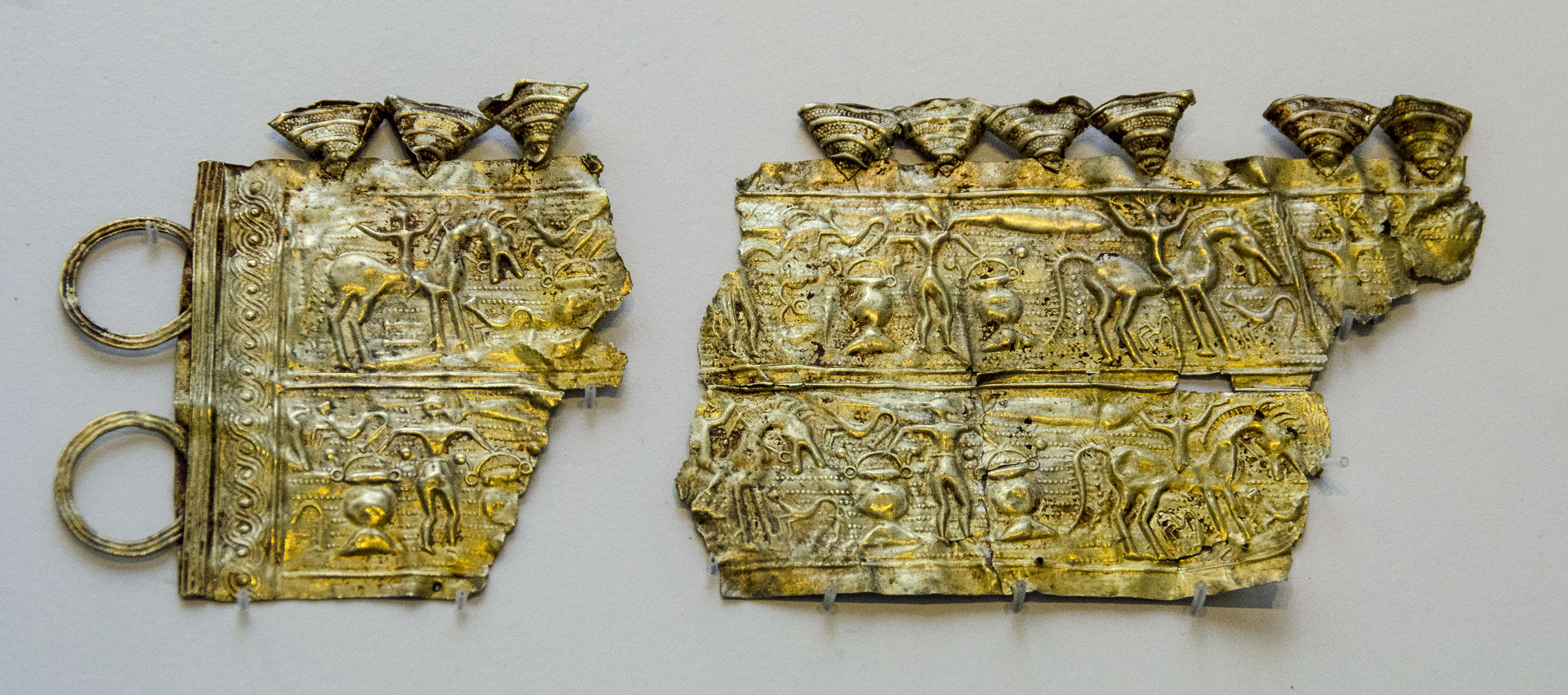
Diadema em ouro de Moñes (Piloña), em que aparecem guerreiros armados com punhais, lanças, cetras e "elmos de três penachos"

Estrabão descreve-nos o saque como pratica habitual:
| “ | Deram início a esta anarquia os habitantes das montanhas, como é natural, pois como ocupavam uma terra pobre e possuíam territórios reduzidos, cobiçavam o alheio. E os outros, ao defenderem-se deles, tornaram-se necessariamente impotentes em relação às atividades próprias, de modo que também eles guerreavam em vez de cultivarem as terras. E sobreveio que o território, descuidado, como estava estéril dos seus recursos naturais, era habitado por bandidos. | ” |
|   | — Estrabão, Geografia, Livro III, cap. 3, 5. |   |

Daí o modo de habitat em aldeias fortificadas. O treino parece constante sob forma de danças ou competições.
| “ | Realizam igualmente competições gímnicas, quer para hoplitas, quer para cavaleiros (com pugilato, corrida, escaramuça e combate por grupos). Todos eles vestem de negro, a maior parte com saios, e é com eles que se deitam sobre camas de folhagem. | ” |
|   | — Estrabão, Geografia, Livro III, cap. 3, 7. |   |

Estrabão descreve-nos também o armamento:
| “ | Diz-se que os Lusitanos são dados a emboscadas, à espionagem, que são vivos, ligeiros, bons em manobras. Têm um escudo pequeno de dois pés de diâmetro, côncavo na frente, preso [ao corpo] por correias, pois não tem manilhas nem outro tipo de pegas. Têm também um punhal ou um cutelo. A maior parte usa couraças de linho; alguns, porém, usam-nas de malha e elmos de três penachos, mas os restantes, elmos feitos de tendões. E os de infantaria têm também cnémides [proteções para as pernas] e vários dardos cada um; uns quantos usam ainda uma lança (as pontas são de bronze). | ” |
|   | — Estrabão, Geografia, Livro III, cap. 3, 6. |   |

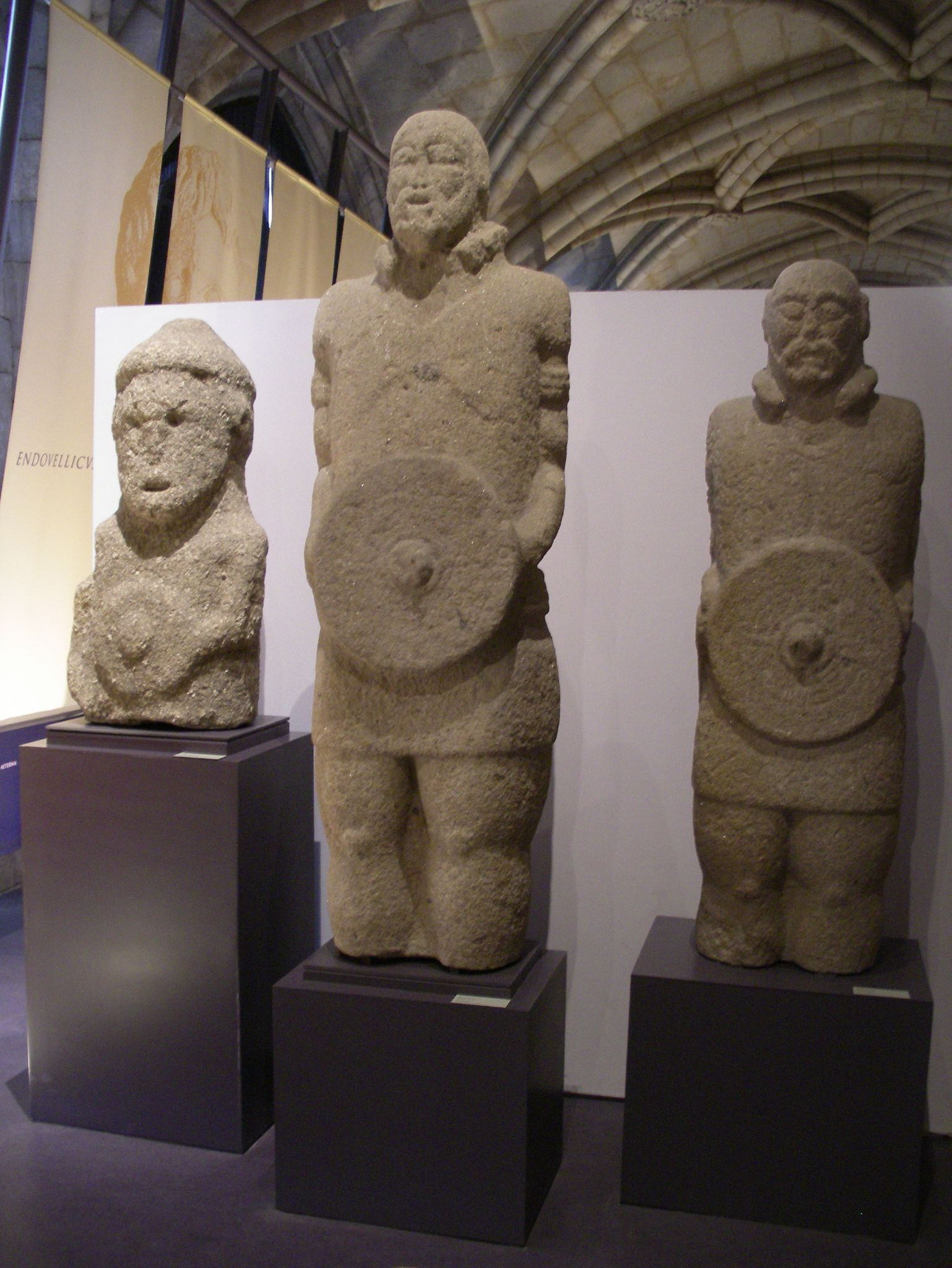
Estátuas de guerreiros galaicos, Museu Nacional de Arqueologia em Lisboa

A descrição de Estrabão enquadra-se com as estátuas de guerreiros, os achados arqueológicos de armas e do diadema de Moñes em ouro encontrado em Moñes (Piloña), com um baixo-relevo com a representação de cavaleiros com cetras e elmos de três penachos.
O mais curioso é que se Sílio Itálico fala-nos dos homens inteiramente dedicados à guerra enquanto as mulheres cultivam aos campos, Apiano descreve-nos corajosas mulheres combatendo vigorosamente ao lado dos homens:
| “ | [Bruto] chegou até outro rio, o Minho, e foi contra os Brácaros porque estes lhe roubaram as suas provisões. Este é um povo guerreiro e também lutam com eles as mulheres armadas e morrem com valentia sem que ninguém retroceda nem volva a espada nem se queixe. Das mulheres que eram apresadas, umas matavam-se a si mesmas e outras degolavam os seus filhos com as suas próprias mãos preferindo a morte à escravatura. | ” |
|   | — Apiano, Ibérico, 73–74. |   |

O suicídio é sempre preferido à escravatura e Plínio (Nat. Hist. XVI,50), Orósio (VI,21,8), Floro (11,33,50) e Estrabão (111,4,18) falam-nos dum veneno mortal, empregado em momentos de apuros ou perigo pelos galaicos, que os homens levavam sempre com eles. Segundo Orósio:
| “ | Bruto, na Hispânia Ulterior, derrotou sessenta mil galaicos, que vinham auxiliar os Lusitanos, numa batalha cruel e difícil, por terem sido cercados por surpresa; nesta batalha morreram cinquenta mil, seis mil calcula-se que foram cativos e muito poucos escaparam-se. | ” |
|   | — Orósio, História contra os Pagãos, V, 5, 12. |   |

No entanto a Galécia durante o Império romano tornou-se um distrito de recrutamento de tropas auxiliares (auxilia) para o Exército Romano e unidades auxiliares galaicas de cavalaria (equitatae) e de infantaria (peditatae). No total houve seis cohortes lucences, e dez bracarenses assim como outras mistas: Cohors II Lucensium, Cohors III Lucensium, Cohors V Callaecorum Lucensium, Cohors I Bracaraugustanorum, Cohors III Bracaraugustanorum, Cohors III Callaecorum Bracaraugustanorum, Cohors VI Braecarorum, Cohors I Asturum et Callaecorum… Temos o registo de 72 soldados e oficiais, até da guarda pretoriana e que se distinguiram durante a conquista da Britânia, hoje Grã-Bretanha pelo Imperador Cláudio em 43-60 DC., ou serviram em territórios tão distantes como a Dácia.

### Religião
A antiga religião politeísta dos galaicos é complexa e resulta certamente duma superposição de varias influências.

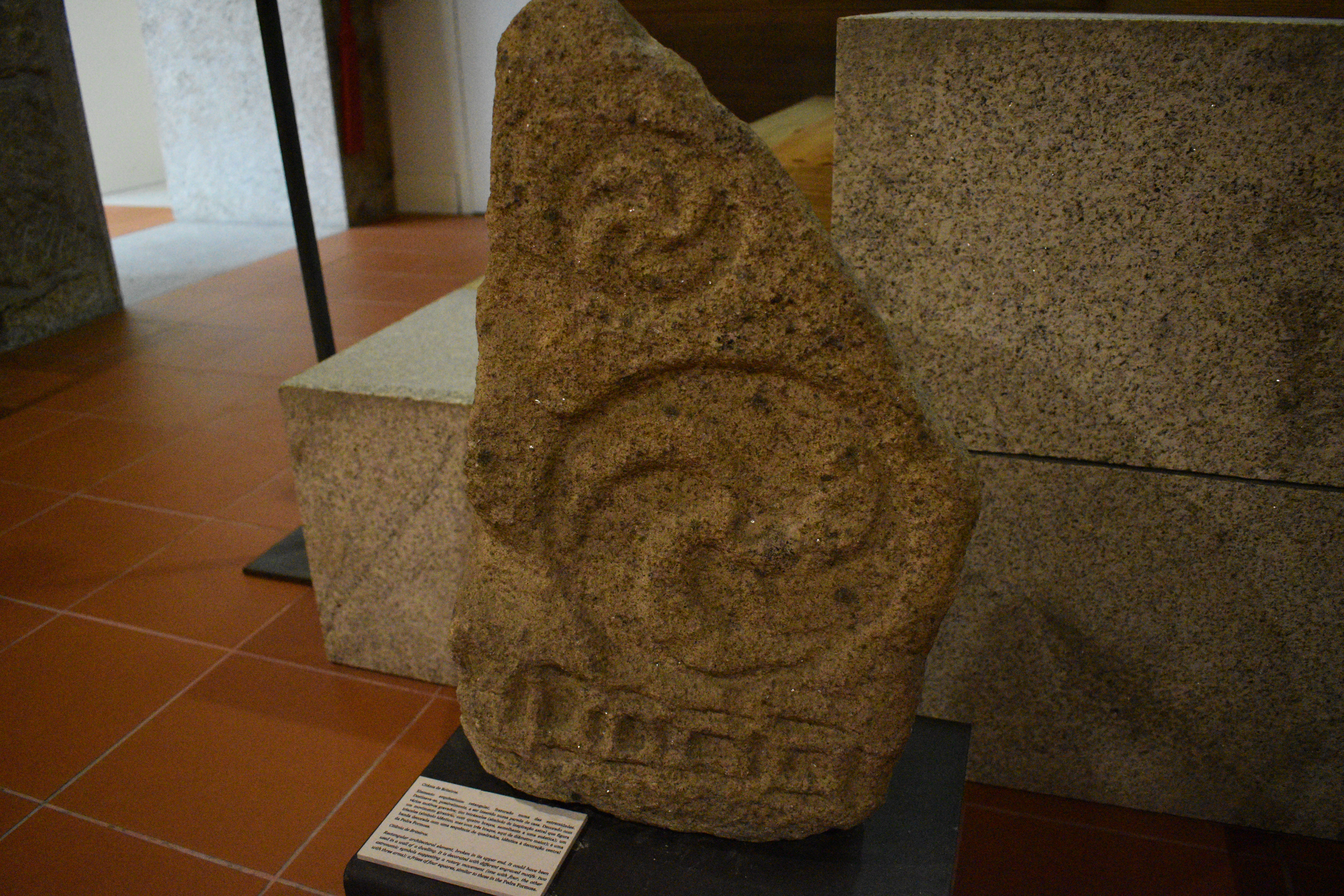
Suástica e tríscele da citânia de Briteiros, Museu da Cultura Castreja

- Eles primeiro adoravam os astros, Estrabão diz-nos erradamente que os galaicos talvez fossem ateus mas que os povos do norte cantavam e dançavam nas noites de a lua cheia, frente as suas casas.[5] Os símbolos gravados em alguns castros mas principalmente nos balneários Brácaros mostram discos, tríscele e suástica em representação da lua e do sol, a bijutaria também traz-nos representações de lua em colares de ouro e discos de bronze, que representam o sol.[3]
- Adoravam alguns sítios característicos da natureza, penedos, fontes, rios e até montes como nos conta Justino:

| “ | Nos confins deste povo (galaico) está o monte sacro, é pecado violá-lo com ferro (cavar nele); mas se a terra se fende por um raio, o que nestes lugares é frequente, permita recolher o ouro descoberto, como um dom de deus. | ” |
|   | — Justino, Epítome das Histórias Filípicas de Pompeu Trogo, XLIV, 3,1–9. |   |

Foram encontrados vários depósitos de armas espadas e machados como lingotes nos rios ou entre penedos, relacionados com algum ritual, de mesmo nos fossos, muralhas, portas dos castros com depósitos de objetos e alimentos. A Fonte do Ídolo é outro exemplo, esse santuário é da época romana mas os deus adorados (Tongoenabiago e Nabia Fortuna) são indígenas o que indica que era já um local de culto pré-romano. Os balneários são pela sua decoração outros locais de rituais associados a água mas também ao fogo do forno.

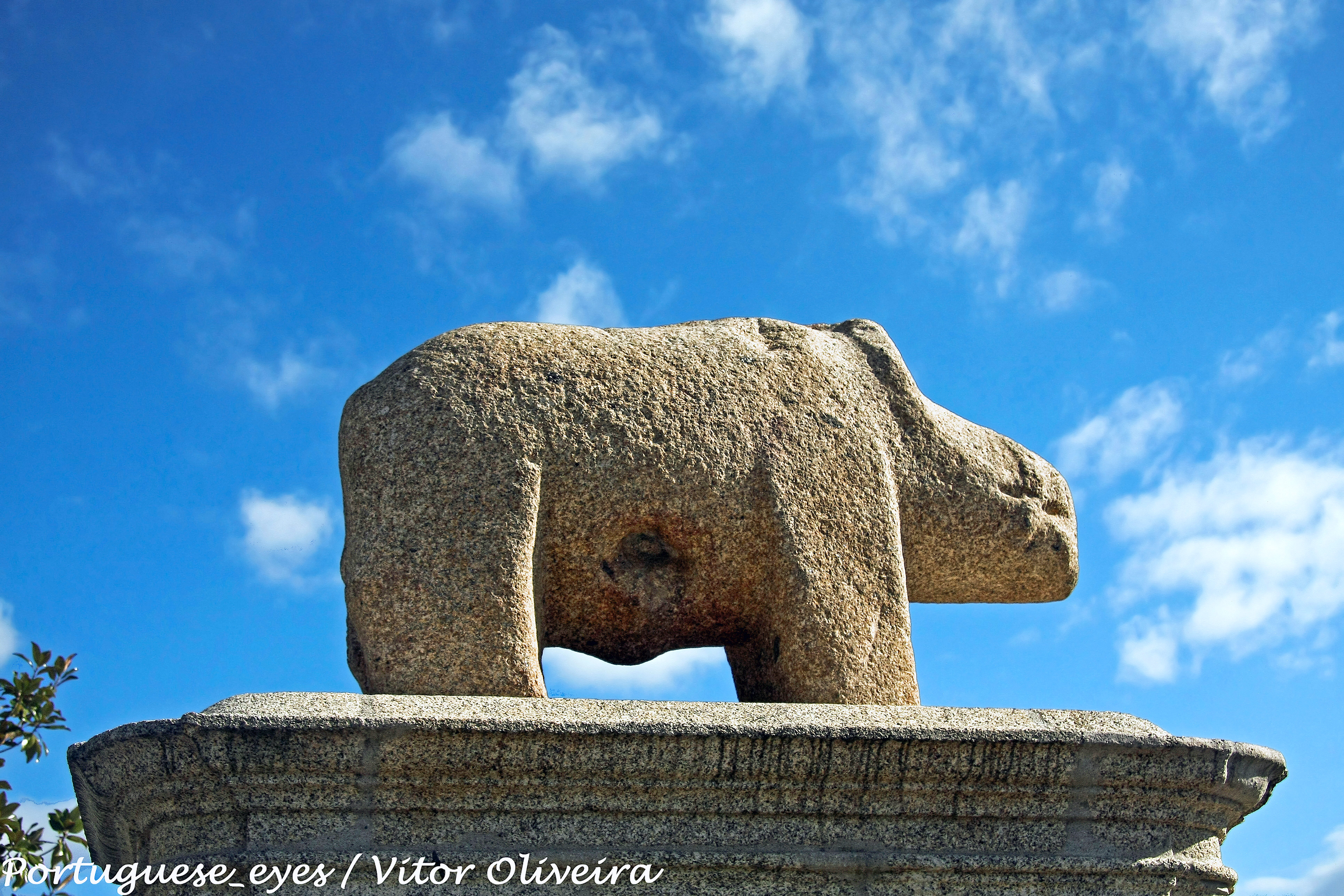
Representação galaica dum berrão, Murça

- O zoomorfismo é presente no norte de Portugal e sul da Galiza, com representações de porcos, javalis e touros de corpo inteiro ou só com a cabeça que era encaixada num muro.[3]

Outra estátuas foram encontradas que poderão ser de divindades, como uma estátua de mulher encontrada na Citânia de Briteiros, com as mãos pousadas na barriga que poderá ser uma deusa-mãe, divindade da fecundidade. Também dedicada a fecundidade temos a representação de vários Priapos como o de Pedralva (Braga) ou de Briteiros. Curiosamente a não ser Estrabão, mais ninguém fala de sacerdote ou de alguma organização religiosa.
| “ | Os Lusitanos são dados a sacrifícios e examinam as entranhas das vítimas sem as extrair; inspeccionam também as veias do flanco e é pelo tato que se pronunciam. E fazem ainda predições através de entranhas de homens, prisioneiros de guerra, que cobrem com saios; em seguida, quando a vítima é golpeada pelo arúspice nas entranhas, adivinham em primeiro lugar a partir do seu modo de cair (depois, cortando as mãos dos prisioneiros, consagram as direitas como oferenda aos deuses). | ” |
|   | — Estrabão, Geografia, Livro III, cap. 3, 6. |   |

Foi encontrada uma foice de alvado num recinto ritual da Cova da Moura (Viana do Castelo), que poderá denunciar a existência de sacerdotes. Os autores antigos falam em grandes sacrifícios, que deviam ser dirigidos por alguma entidade.
| “ | Comem sobretudo carne de bode e é um bode que sacrificam a Ares, e também cativos de guerra e cavalos; e fazem ainda hecatombes de cada espécie, à maneira grega (como diz Píndaro: “de tudo se sacrifica à centena”). | ” |
|   | — Estrabão, Geografia, Livro III, cap. 3, 7. |   |

Uma inscrição encontrada em Marecos, Penafiel descreve outro sacrifício:
| “ | A excelentíssima Virgem protetora e ninfa dos Danigi, Nabia Corona, uma vaca, um boi, para Nabia um cordeiro, para Lida uma cabra. Procedeu-se aos sacrifícios para o ano no santuário no quinto dia das Ides de abril no consulado de Largus e Mesallinus, Lucretius Sabinus Postumus Peregrinus foram os mandantes | ” |

Essa oferenda aos deuses na data do mês de abril deixa pensar que era feita anualmente para obter boas colheitas. Assim essa religião complexa, consistiria numa série de rituais festivos, rituais adivinhatórios, sacrifícios humanos e de animais, adoração dos deuses na forma de astros, rios, fontes, dos montes e outros locais com dádivas de oferendas.

#### Os ritos funerários

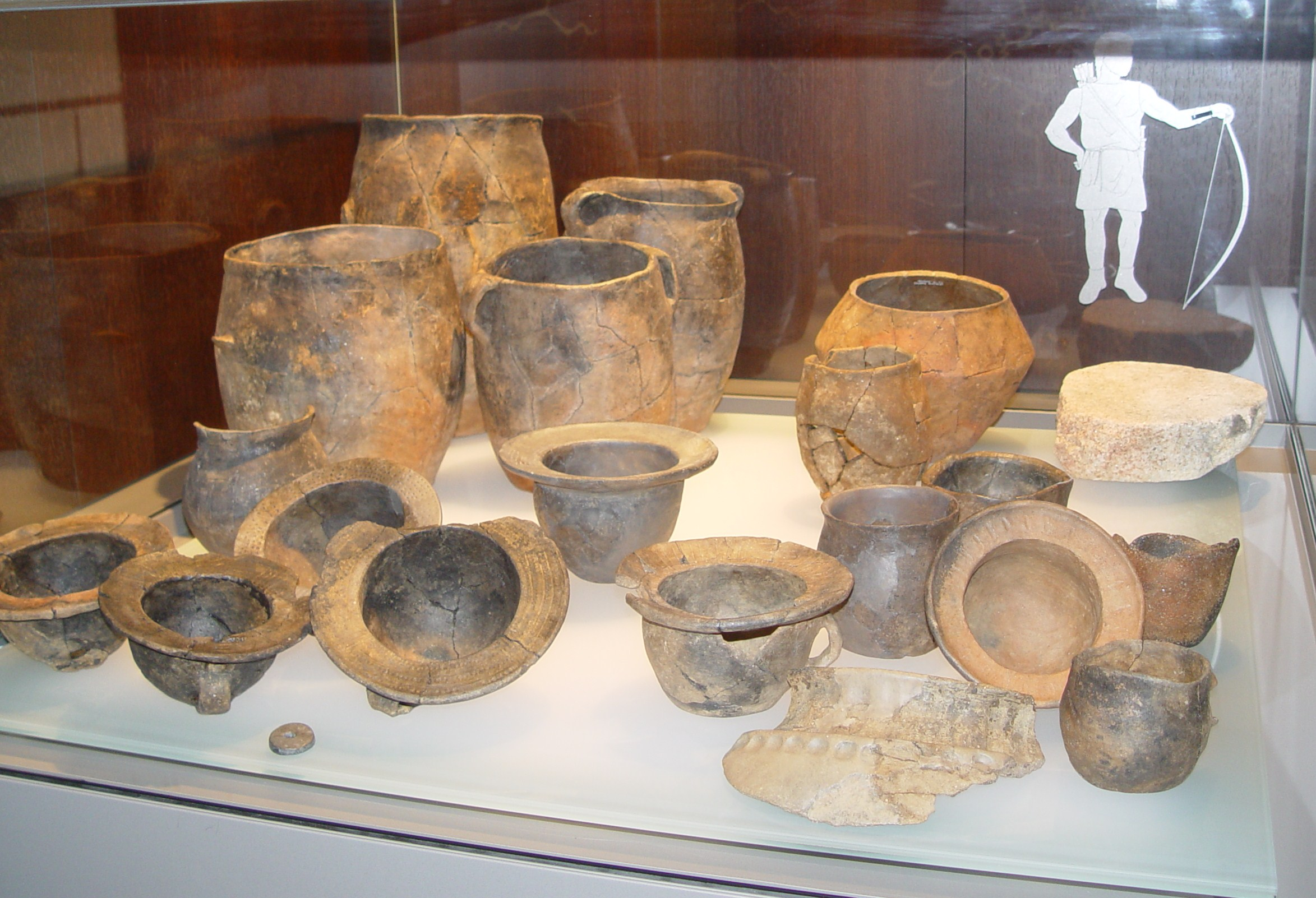
Em primeiro plano vasos de largo bordo horizontal do Bronze, Médio/Final, encontrados em sepulturas, Museu D. Diogo de Sousa

A região da antiga Galécia caracteriza-se por uma grande diversidade de ritos fúnebres, embora em muitas casos a acidez do solo e a desaparição implícito de qualquer resto mortal não ajuda na determinação da função do monumento.
Todavia, durante toda a Idade do Bronze houve, em alguns casos, reutilização de monumentos megalíticos como na mamoa de Chafé (Viana do Castelo) reaproveitada durante o Bronze final. Mas também construções, em toda a Galécia, de pequenos monumentos de tipo megalíticos, pequenos montículos artificiais de pedra e terra, as vezes sem câmara, até pelo menos os séculos X ou IX a.C. como na Sra da Ouvida (Castro Daire). Também foram encontradas várias fossa cavadas no saibro, uma ainda com ossos cremados em Ourense, ou que deixa pensar que as fossas encontradas em Faísca (Guimarães) contendo um vaso de largo bordo horizontal do Bronze Médio/Final eram de mesma natureza.. Outro tipo de campa são as cistas quadrangulares, trapezoidais ou retangulares forradas com pedra de granito ou xisto e cobertas com lajes, temos uma necrópole de quatorze cistas em Angra de Antas (Esposende) de entre os séculos XV e XII a.C. e outra por exemplo no Monte da Ola (Viana do Castelo) do século XIII até ao X a.C.
As sepulturas no mundo castrejo são muita raras, no entanto houve durante todo esse intervalo de tempo, a continuação de vários tipos de ritos, inumação e cremação Foram encontradas por exemplo, uma fossa no saibro contendo uma urna em São Julião (Vila Verde), uma estrutura contendo um recipiente cerâmico e carvões no castro de Santinha (Amares), que poderia ser uma sepultura de incineração datada do século X a.C., umas sepulturas planas, de forma oval ou retangular no Pego (Braga) datadas dos séculos VIII/VI a.C., três sepulturas na citânia de Terroso na Póvoa de Varzim, fossas cobertas de pedras onde eram depositadas as cinzas dos mortes, no subsolo das próprias casas. Outras do mesmo tipo nas Astúrias, enfim uma necrópole no Castro de Meiras na Corunha com setenta sepulturas de inumação, cavadas na rocha dentro do recinto do castro com moinhos e machados e urnas. As sepultura encontradas estão sempre no recinto do castro e perto senão dentro de casas. As formas são diversas, circulares, semicircular, quadrangulares e uma retangular com tégulas romana.
Mas se fazemos abstração do caso galego, em Portugal, a não ser um caso na Póvoa de Lanhoso mas já no tempo de domínio romano, são todas por cremação. Ou seja, a pratica de inumação preponderante no Bronze inicial e médio mantêm-se com a pratica emergente da cremação.

### O panteão galaico

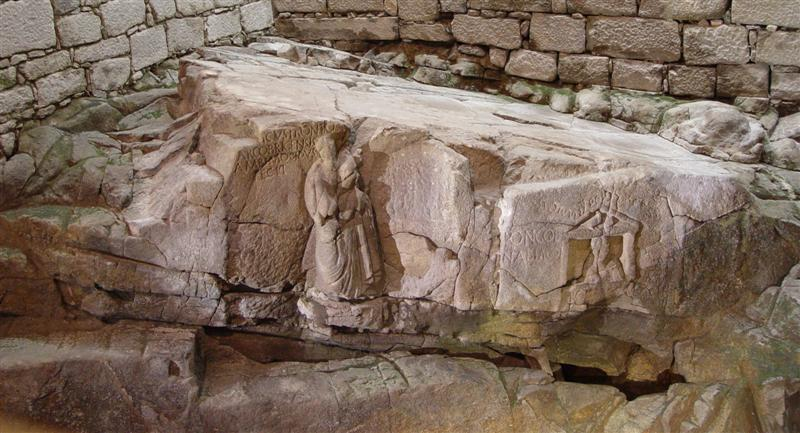
Santuário romano da Fonte do Ídolo em Braga, mas dedicado à Tongoenabiago e Nabia Fortuna

Através das inscrições tardias gaélico-romanas conhece-se parte do grande panteão divino dos galaicos, parcialmente partilhado por outros povos peninsulares, como os asturianos - principalmente os mais ocidentais - os lusitanos mas também pelos Gauleses ou Britânicos entre outros. Destacam-se:
- Bandua: Deus galaico protetor, ele aparece com vários sobrenomes Bandua Lamóbrica, Verubrigo, Brico, Reico… Gozou de grande popularidade entre os Bracarenses e no norte da Lusitânia.[46]
- Nabia em Portugal, ou Navia na Espanha: pela inscrição de Penafiel, já citada, que fala de ninfa podemos pensar que ela é uma deusa das águas, nascentes e rios.[46] No território da antiga Galécia, ainda existem numerosos rios com o seu nome, como o rio Návia, o Rio Neiva, ou o rio Nabão já que ela era adorada também na Lusitânia, e em Braga ainda existe um santuário a Fonte do Ídolo, dedicado à deusa Nabia.

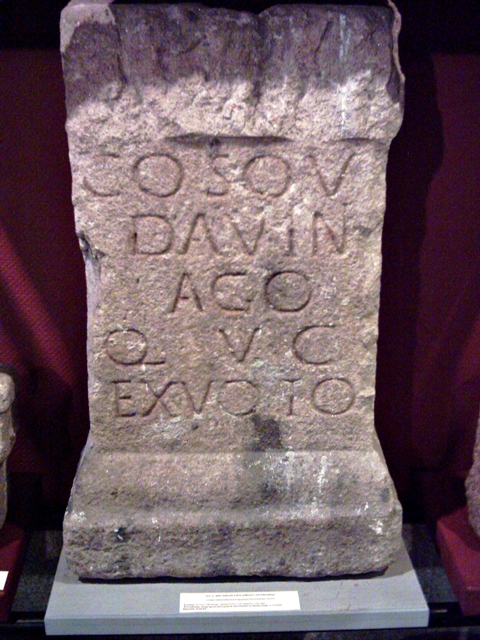
Inscrição votiva em latim ao deus Cosou: COSOU DAVINIAGO Q(uintus) V C EX VOTO

- Cosso, Cosou, Cossuo ou Cossuvo, deus guerreiro,[46] que gozou de grande popularidade entre os povos do norte da Galiza.
- Reva ou Reue, deus supremo associado aos cursos de água, à hierarquia, à justiça e também à morte, divindade também lusitana[47]
- Bormânico: inscrição das Caldas de Vizela ao deus das águas com função curativa, semelhante ao deus gaulês, Bormano próximo do deus Borvo protetor das fontes.
- Calaícia: com um santuário em Sobreira (Paredes, Porto) região de origem do povo galaico.
- Tameóbrigo: deus do rio Tâmega.
- Lug para os gauleses, Lugo ou Lúcubo: deus solar por excelência, ligado as artes. Sua figura está associada à lança. Ele é um dos deuses mais comuns entre os povos da fachada atlântica, muitos nomes de lugares são derivados do seu nome desde a Galiza como Lugo, (latinizada sob a forma Lucus) até Loudoun na Escócia, e até mesmo dando seu nome a um povo da Galécia, os asturianos "Louguei".
- Véscio Aloníeco, deus talvez guerreiro representado com cornos evocando um touro.[3]

## População e distribuição geográfica
Graças aos dados do censo romano da população feito por Lúcio Júnio Quinto Víbio Crispo entre 71 e 73, conhece-se o número aproximado de habitantes livres que teriam vivido na Galécia. Assim, segundo Plínio, os galaicos, divididos entre Bracarenses e lucenses, tinham um total de 451 mil habitantes livres, de modo que os Bracarenses tinham 285 mil homens e mulheres, enquanto os lucenses somavam cerca de 166 mil. Por outro lado, o censo de Plínio fornece um número de 240 mil indivíduos para os asturianos.
Algumas cidades e citânias galaicas proeminentes:
- Brácara Augusta: capital administrativa do povo galaico Bracarense desde o período Baixo-Imperial, dando origem à atual cidade de Braga . Foi a capital provincial da Galécia e do Reino Suevo.
- Celióbriga: capital dos celernos, as suas ruínas são hoje conhecidas em Monforte de Lemos.
- Fórum dos Límicos: capital dos Límicos, a sua localização ainda não está totalmente clara eventualmente, Castro de Castromão.
- Dactônio: capital dos lêmavos segundo Plínio, que os historiadores situam maioritariamente no Monte de Viso, Nocelo da Pena (Sarreaus, Ourense).
- Iria Flávia: capital dos Cóporos, e posteriormente da província eclesiástica do mesmo nome, corresponde à atual Iria, Padrón.
- Lansbriga ou Lansbrica: grande castro situado no interior da atual Galiza . Não se sabe se era capital de algum território ou vila. Suas ruínas são conhecidas como castro de San Cibrán de Lás.
- Luco Augusto: capital administrativa do Convento Lucense desde o período Baixo-Imperial, dando origem à atual cidade galega de Lugo.
- Citânia de Sanfins: com 3 mil habitantes e construída com o plano urbanístico a moda romana.
- Tude: capital dos gróvios, e mais tarde centro eclesiástico da província do mesmo nome, é hoje chamada Tui .

## Língua
O estudo da língua ou línguas faladas pelos galaicos encontra o seu maior obstáculo na falta de registos escritos nessa língua. Assim, o seu corpus é composto por nomes de lugares, rios ou montanhas sobreviventes até hoje, (como exemplo de topónimos e hidrónimos: Serra do Larouco e rio Tâmega) fontes indiretas, ou por palavras isoladas e frases curtas contidas em inscrições epigráficas já em latim, como:
- CIL II, 2409, Felgueiras: Iuno / meirurnarum / Qintillo et Prisco coss. Os nomes dos consuls (decifrados por Hübner) dão-nos uma data a volta de 159 d.C.
- CIL 02 5207, inscrição num penedo da citânia de São Pedro fins em São João de Eiras: nimidi / Fiduenearum /hic I Cosuneae / h. (ou f.) s. encontrada por Martins Sarmento
- CIL II, 2565: Mosteiro Santa Maria de Ribera: Crougin / touda j digoe / Rufonia / Seuer[i.

Ou escritas por autores clássicos que nos transmitiram: antropónimos, etnónimos e teónimos.
No momento não há unanimidade entre os linguistas sobra à natureza da língua galaica. Supõe-se, que ela era muito semelhante à dos restantes povos indo-europeus do norte e oeste da Península Ibérica em particular dos lusitanos e vetões. Embora haja algumas similitudes com as línguas ditas “Celtas” a também uma grande diferença que divide os investigadores. É o fato de ter sido encontrado palavras em inscrições em latim começando por um P, então que as línguas denominadas “celtas” não tem ou perderam esse P inicial, assim só há hipóteses:
- Podia ser uma língua proto-europeia, fóssil da língua ancestral em antes da divisão entre língua germânica, céltica … assim a população era Indo-europeia arcaica.
- Uma língua Indo-europeia dos primeiros povos ocidentais da Europa.
- Ou enfim, a língua falada pelos galaicos fazia parte das línguas celtas continentais, hoje extintas. Uma língua céltica mas arcaica (em antes da perda do P), ou seja uma hipótese pouco diferente da primeira.

A não ser que o P inicial seja já uma marca da influência do Latim. 

## Tribos galaicas

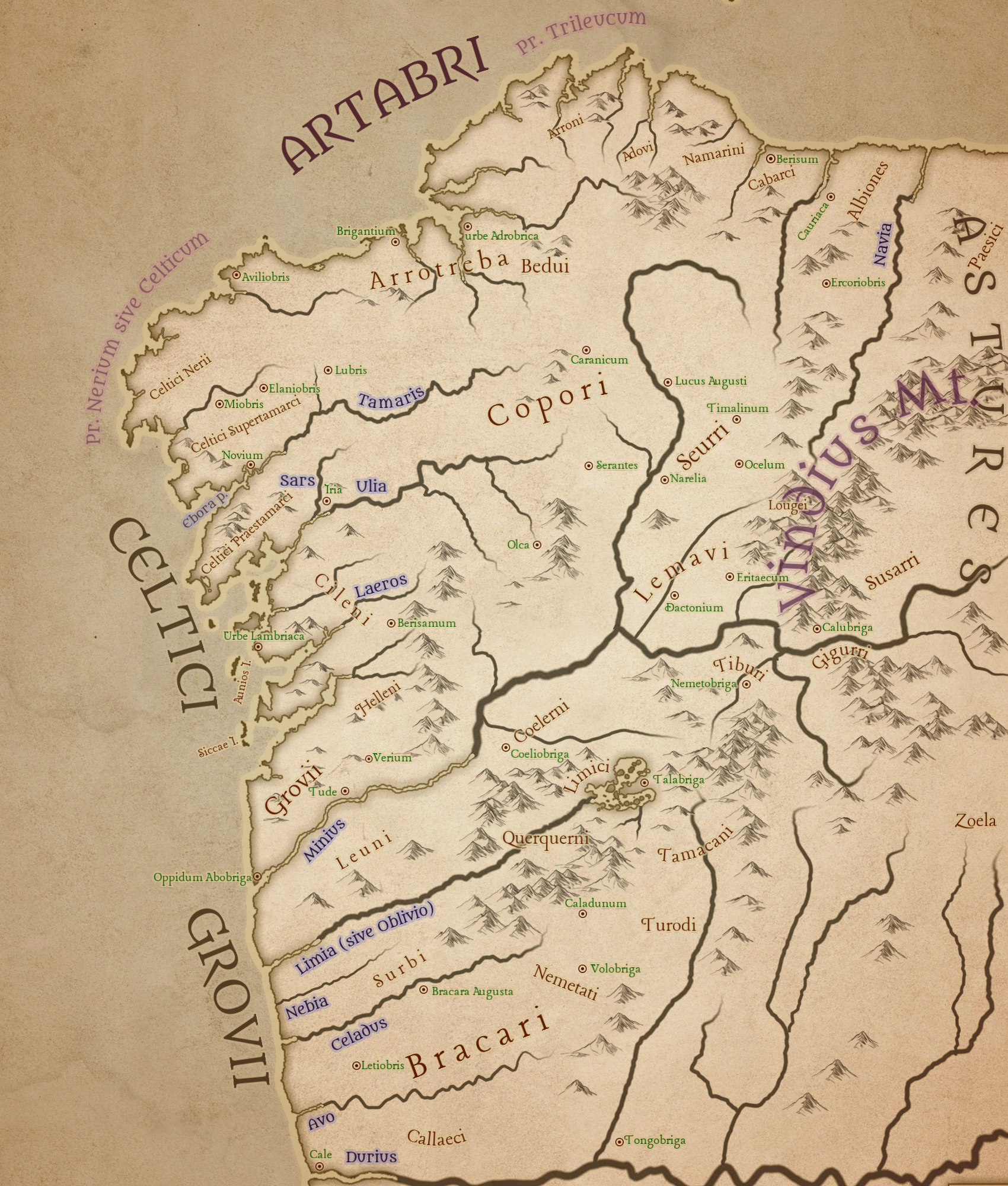
Povos galaícos

### Convento Asturicense
Lista de 12 tribos das 22 existentes segundo Plínio e Ptolemeu:m
- Ámacos: da zona de Astorga
- Bedunienses: da cidade de Bedunla na zona de Astorga, cerca de 30 km para sul
- Brigecinos
- Girurros[6]
- Lancienses:[6] da cidade de Lância talvez Villasabariego em Leão
- Lugonos
- Orníacos
- Pécisos[6]
- Selinos
- Superatos: da cidade de Pelavônio no norte da província de zamora
- Tíburos
- Zelas[6]

### Convento lucense
Lista de 12 tribos das 15 existentes segundo Plínio e Ptolemeu:
- Albiões: no território entre os rios Návia e Eo, com possível capital no castro de Coaña
- Arronos: na comarca de Ortegal, possível capital do castro de Santa Marta
- Ártabros: provável federação de municípios entre Ferrol e As Marinhas;
- Bédios: da cidade de Flavia Lambris
- Cabarcos ou cibarcos
- Cilenos: território costeiro entre os rios Ula e Lérez
- Cóporos: possivelmente entre Santiago de Compostela e Padrón
- Evígarros namarinos
- Jadovos
- Lêmavos:[6] na Terra de Lemos
- Neros: na costa da Morte
- Pemanos
- Pretamarcos:[6] na península de Barbanza
- Seurros: no concelho de Sarria
- Supertamarcos

### Convento Bracarense

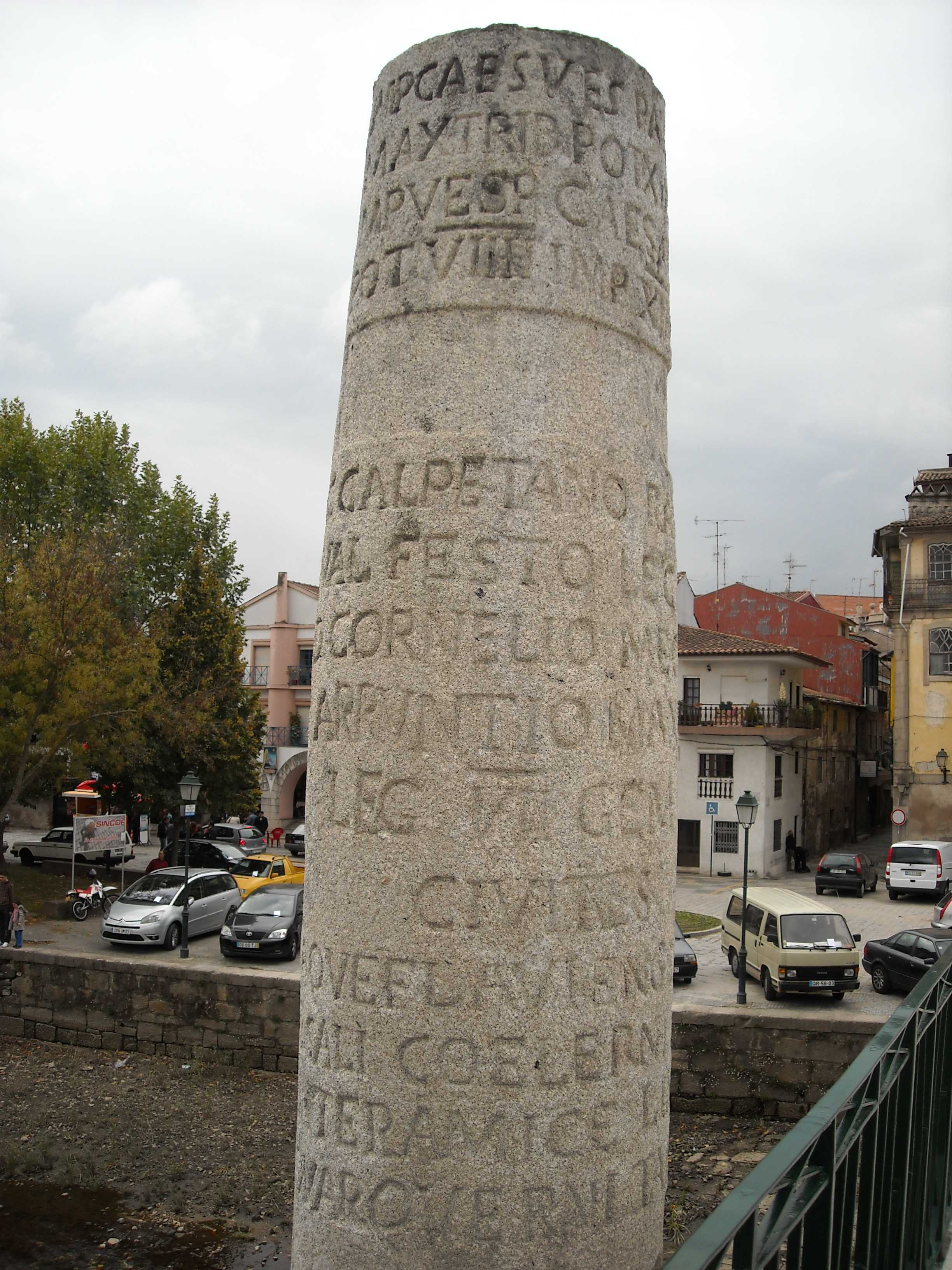
Cópia do Padrão dos Povos na Ponte de Trajano em Chaves

Lista de 21 tribos das 24 existentes segundo Plínio. 10 tribos figuram no Padrão dos Povos de Chaves: os aquiflavienses, os avobrigenses, os bíbalos, os celernos, os equesos, os interâmicos, os límicos, os nebísocos, os quaquernos e os tamaganos.
- Anfílocos ou talvez Ambíonos?
- Turodos ou Aquiflavienses de Chaves
- Avobrigenses
- Bíbalos:[6] da zona de Verim ou ao sul da serra do Larouco
- Brácaros:[6] de Braga
- Galaicos[6] do Porto
- Celernos:[6] de Castromao, Galiza ou nas Terras de Celanova, com capital en Celióbriga
- Equesos[6]
- Gróvios: de Tui
- Helenos: de Vigo
- Interâmicos: possivelmente situados em Trás-os-Montes
- Leunos
- Límicos:[6] nas terras do Lima, com capital em Fórum dos Límicos.
- Luancos
- Lubenos
- Nebísocos
- Narbasos
- Nemetatos
- Quaquernos:[6] com capital em Aquis Querquenis
- Seurbos
- Tamaganos: no vale do rio Tâmega

## A questão do celtismo
A celticidade dos antigos habitantes da Galécia já foi uma questão polémica, com contornos políticos na Galiza. Por ser principalmente defendida pelos movimentos independentistas ou autonomistas como marca absoluta da sua diferenciação com o resto da Espanha no quadro do Galeguismo. Em Portugal não há debate tão aceso, embora a celticidade do Norte seja uma ideia bem assente na população, por via da cultura atual (festivais celtas) dos meios de comunicação social e mesmo de livros escolaresou enciclopédias que defendem a existência de uma invasão celta, que deu origem a cultura castreja do noroeste peninsular”.
| “ | Com a chegada dos Celtas a partir do século VI a.C., dá-se a sua fusão com essas populações, iniciando-se aqui aquilo a que alguns autores chamam civilização castreja | ” |
|   | — Infopédia. |   |

 Essa ideia teve origem na antiguidade por autores como Plínio ou Pompónio Mela que falam em povos celtas no NO.
Daí a teoria que a Cultura castreja foi fruto duma invasão celta (Pedro Bosch-Gimpera (1932; 1933; 1939; 1942), Santa Olalla (1946), F. Lopez Cuevillas (1953 [1989], 1954), Blanco Freijieiro (1960) e Mário Cardoso (1962)
No entanto, um dos primeiros a contestar essa hipótese foi o arqueólogo Francisco Martins Sarmento em função do estudo de outros autores antigos (Estrabão, Marco Juniano Justino, Avieno) e principalmente das suas escavações de citânias na zona de Guimarães aonde não apareceu nada de celta. Facto confirmado hoje por outras escavações arqueológicas:
| “ | - "A contestação ou pelo menos a dúvida sobre o celtismo das populações galaicas, hoje dominante no meio científico, assenta, em primeiro lugar, na impossibilidade de estabelecer qualquer vínculo especial entre a cultura material do noroeste peninsular e as regiões das etnias que habitualmente se apontam com o celtas”. Almicar Guerra (1999). - "Por un lado, no se integraban los datos arqueológicos con los lingüísticos; por otro, se rebatían estas evidencias sosteniendo que en las excavaciones no aparecía nada celta”. Xosé Armada Pita. - "Já a parte central e norte ocidental da Península Ibérica é tradicionalmente integrada na área celtizada, mais influenciada do ponto de vista linguístico pelas populações da Europa central. Mas, na verdade, pouco se sabe sobre o modo como se processou essa influência, tradicionalmente explicada por uma suposta primeira vaga de invasões de populações hallstáticas, entre os séculos IX e VII a.C., explicação que a arqueologia não corrobora, sendo possível que a influência linguística celtizante possa ter resultado de simples contactos culturais". Manuela Martins (Professora catedrática da Universidade do Minho) e Fernanda Magalhães (2021). | ” |

No entanto na altura valeu-lhe uma forte contestação por parte de alguns filólogos que defendiam que a língua galaica era celta. Por uma razão muito simples, o mundo celta dos arqueólogos e dos filólogos não é o mesmo. Para os arqueólogos o mundo celta é representado principalmente pelos vestígios da Cultura de Hallstatt e a Cultura de La Tène, um complexo arqueológico da Europa centro-ocidental que engloba varias culturas, e par os filólogos é um grupo linguístico tal como definido na linguística moderna de algumas zonas da faixa atlântica europeia. Ora Martins Sarmento contestava a ocupação celta dessa faixa atlântica.
| “ | A ocupação celta não pode ser provada diretamente, deduz-se da toponímia, e essa toponímia é celta, porque é impossível dissocia-la das línguas denominadas néo-celtas, ainda em uso na Armórica e em alguns pontos das ilhas Britânicas, as quais segundo a opinião dos linguistas, resultam do velho idioma celta alterado pelo tempo. Mas a celticidade das línguas britânicas e hibérnicas, será porventura mais fundamentada que a celticidade dos dolmens? Aí está a questão. Se não se dava como provado a ocupação celta da Bretanha, Inglaterra e Irlanda, ninguém se atrevia de classificar como celtas as velhas línguas ainda hoje existentes; e assim ninguém duvidaria que povos de origem celta não ocuparam esses países…. E os linguistas, a final, que sabem da língua falada pelos Celtas, que sabem da língua dos povos pré-celtas do ocidente, para afirmar com certeza que a língua gaélica escocesa, o gaélico, o galês e o bretão são línguas célticas e não outra coisa? É evidente que os linguistas no seu ramo exclusivo são incapazes de resolver a questão, e que a resposta só pode ser obtida com recurso, as pesquisas históricas, as descobertas da arqueologia, da antropologia, a todas as fontes que possam fornecer os meios de resolver essa enigma, que por os seus próprios meios nunca conseguirão. | ” |
|   | — Martins Sarmento, tradução de Les Lusitaniens. Compte-rendu de la 9ème Session du Congrès International d'Anthropologie et d'Archéologie Préhistorique de L'Académie Royale des Sciences, 1880. |   |

Outras fontes são hoje disponível, como:
- A genética, e estudos feitos em grande escala dão uma origem comum entre os povos da faixa atlântica, do norte da Península Ibérica até ao oeste da Escandinávia, que remonta ao final da última Idade do Gelo.[g]
- A Datação por radiocarbono que deu para os castros mais antigos como S. Julião de Vila Verde, Santinha, Cabanas e Coto da Pena, datas num intervalo compreendido entre o século X e meados do IX a.C., período de tempo atribuído ao Bronze Final.[27]

Ou seja em ambos os casos, anterior a qualquer suposta invasão celta do século IX a.C. que seria na origem da Cultura castreja. Também, ainda hoje não temos a certeza que a língua galaica pertence ao grupo de línguas celtas, e a origem da língua celta é desconhecida. Alias, em oposição à visão tradicional de que a língua celta se formou nos Alpes, região berço dos celtas, alguns autores como Barry Cunliffe pensam que a difusão da língua celta foi de oeste para leste, em vez de leste para oeste, tendo como fundamente evidências arqueológicas.  Enquanto que John T. Koch desenvolve essa ideia e pensa que a família dita das “línguas celtas” se formou na Península Ibérica e se espalhou para norte e para leste, e que o foco de origem será o sudoeste da Península Ibérica com a língua tartessiana. Os progressos na resolução do problema são lentos mas o ângulo de visão, hoje, é muito diferente que no tempo de Martins Sarmento, o celtismo já não é um tema predominante porque a principal originalidade dos povos galaicos não é de ser celtas, mas é a sua cultura, o desenvolvimento da cultura dita castreja e dos petroglífos do NO. Assim a questão já não é de saber se os galaicos eram ou não celtas, mas de saber quanto foi o peso e cronologia da influência celta, (se porventura houve alguma?) assim como das outras influências atestadas.

## Algumas personalidades
- Prisciliano, bispo herege do século IV, fundador do priscilianismo.
- Idácio de Chaves, bispo de Chaves e cronista galaico-romano do século V
- Paulo Orósio, historiador e teólogo galaico-romano dos séculos IV e V
- Palagório, embaixador galaico e honestior (aristocrata) do século V
- Nícer, filho de Clutoso, príncipe ou chefe dos albiões durante o século IV